# Règne d'Amédée Ier

Le règne d'Amédée Ier est la période de l’histoire politique contemporaine de l’Espagne s’étendant entre le 2 janvier 1871 et le 10 février 1873, au cours de laquelle le roi fut Amédée de Savoie, proclamé par les Cortes constituantes, dans une tentative de combiner monarchie élective et monarchie parlementaire (à l’époque on parla de « monarchie populaire » et de « monarchie démocratique »).
En raison de sa courte durée et des circonstances de sa fin — la démission du monarque —, elle fut alors considérée, et l'est aussi par l'historiographie, comme un échec, dont la principale cause habituellement alléguée est la mort du général Juan Prim, victime d’un attentat, le jour même de l’arrivée du nouveau roi en Espagne. En plus d’être le principal défenseur du nouveau monarque, Prim était le leader du Parti progressiste, force politique la plus importante de la coalition monarchico-démocrate et dont la mort ouvrit la lutte pour la succession entre Práxedes Mateo Sagasta et Manuel Ruiz Zorrilla, qui à la longue finit par provoquer une « décomposition traumatique » de cette coalition destinée à être le soutien de la Monarchie amadéiste. Ainsi, la monarchie perdit ceux qui auraient dû être ses principaux soutiens, et d’autre part ne parvint pas à intégrer les groupes politiques d’opposition qui ne reconnaissaient pas la légitimité du nouveau roi et qui continuèrent à défendre leur propre projet politique — République, Monarchie carliste ou Monarchie alphonsine —, le tout rendant l'expérience intenable.
La règne d’Amédée Ier succède au règne d'Isabelle II et fait partie de la période du Sexenio Democrático (1868-1874), qui commence avec la révolution de 1868 et prend fin avec l’échec de la Première République espagnole (1873-1874), pour déboucher sur la Restauration (1875-1931).

## Élection d'Amédée de Savoie comme roi d'Espagne

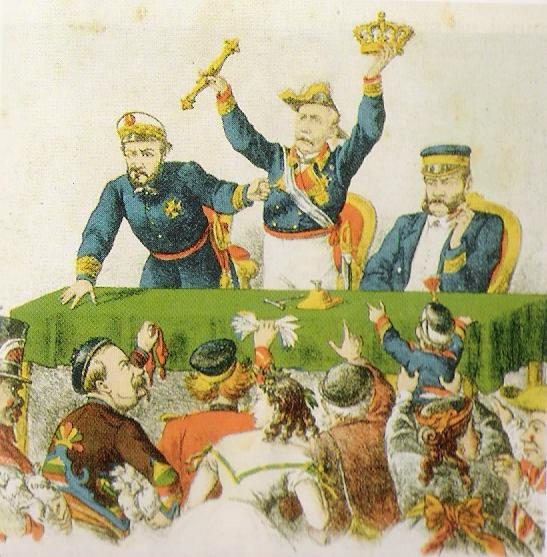
Prim, Serrano et Topete mettent la Couronne espagnole aux enchères (dessin satirique de La Flaca, 1869).

Après la chute d’Isabelle II, la recherche d’un nouveau roi devint un grave problème, tant sur le plan intérieur — les forces politiques qui l’avaient chassé du pouvoir ne parvenant pas à se mettre d’accord sur le remplaçant : le duc de Montpensier pour les unionistes, Ferdinand de Saxe-Cobourg-Gotha pour les progressistes — qu’international, avec une compétition au sein des principales puissances européennes (toutes étant des monarchies) dont chacune cherchait à placer son candidat sur le trône d’Espagne. Le gouvernement espagnol annonça la candidature du prince prussien Léopold de Hohenzollern-Sigmaringen, mais qui suscita rapidement l'opposition de Napoléon III qui, en pleine rivalité avec la Prusse, considérait comme une potentielle menace le fait que deux territoires frontaliers de la France soient sous la coupe d’une même maison royale. C’est même là que figura le prétexte du début de la guerre franco-prussienne de 1870-1871. De même, Napoléon III s’opposa à la candidature de Montpensier, étant donné l'antagonisme entre les deux dynasties françaises — les maisons Bonaparte et d'Orléans — ; de plus, en raison la parenté de Montpensier avec les Bourbon — le candidat était beau-frère de la reine détrônée Isabelle —, ce choix recevait peu de soutien de la part des monarchico-démocrates espagnols. Il restait donc la candidature italienne de la maison de Savoie, impulsée par Prim à partir de 1870 jusqu’à en devenir le principal défenseur.

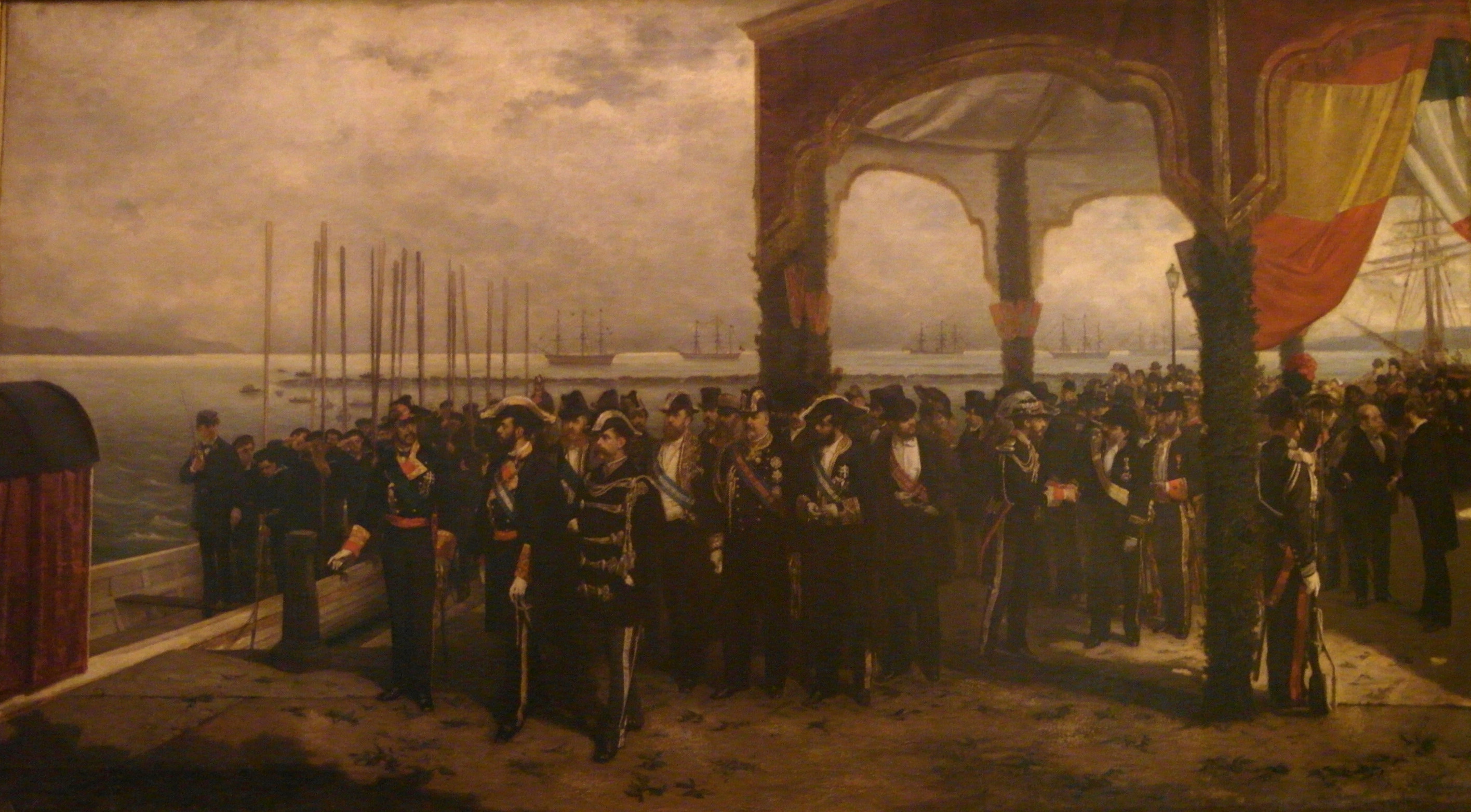
Embarque del rey Amadeo en el puerto de La Spezia, Italia (Embarquement du roi Amédée Ier au port de la Spezia, Italie, en 1870), œuvre de Luis Álvarez Catalá (1872).

Le 16 novembre 1870, les Cortès constituantes élurent le duc d'Aoste Amédée de Savoie, second fils du roi d’Italie Victor-Emmanuel II, nouveau roi d'Espagne sous le nom d'Amédée Ier, avec 191 votes pour, 100 votes contre et 19 abstentions — 60 députés votèrent pour la république fédérale, 27 pour le duc de Montpensier, 8 pour le général progressiste Espartero et 2 pour le prince Alphonse de Bourbon, fis d’Isabelle II —. « La solution ne satisfaisait que les progressistes et fut acceptée avec une énorme froideur par l’opinion publique espagnole, qui n’en arriva jamais à sentir le moindre enthousiasme pour le prince italien ». Dans son célèbre roman Pequeñeces… (es), le père Coloma (es) fit référence à une « grotestque satire » intitulée « Le Prince Lila », célébrée dans les jardins du Retiro de Madrid, « dans laquelle le monarque régnant était désignait par le nom de Macarroni Ier » « pendant qu'une foule immense de toutes les couleurs et nuances applaudissait ».

## 1871

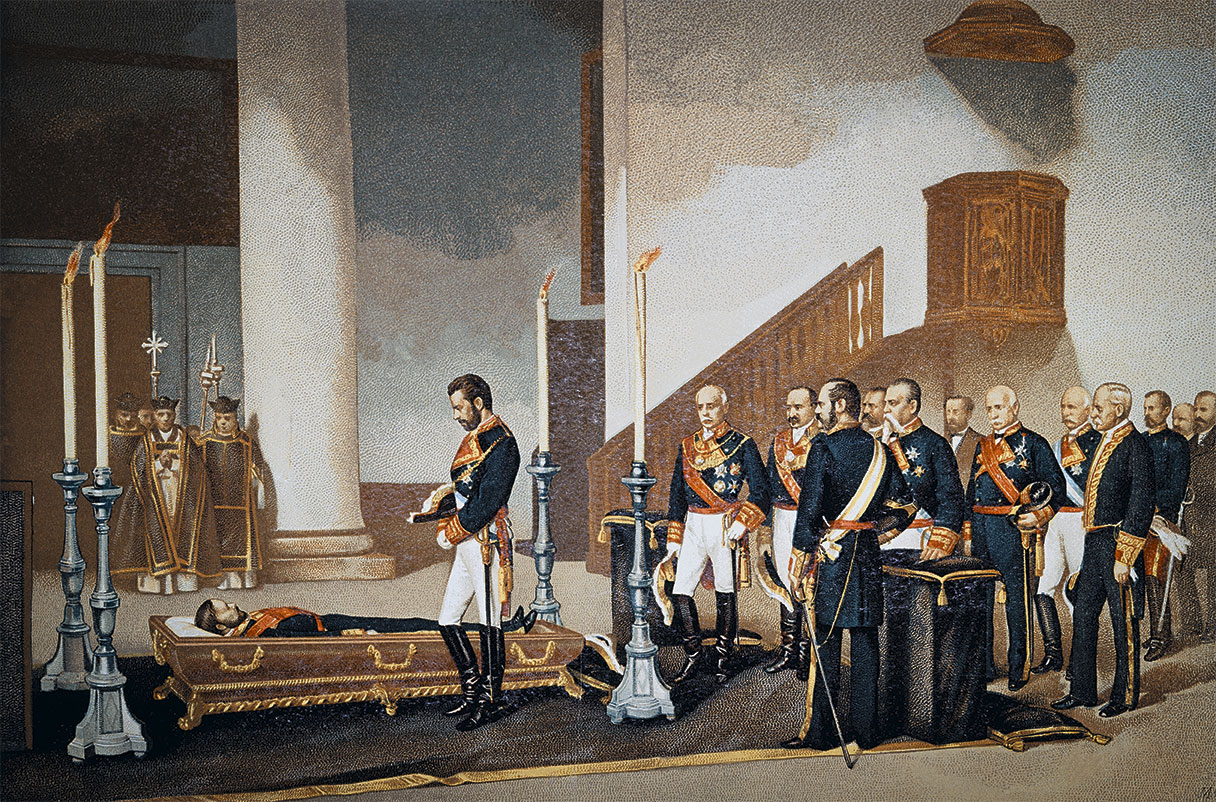
Amédée Ier face au cercueil du général Prim, œuvre d’Antonio Gisbert, 1871.

Le règne d’Amédée Ier « n’aurait pas pu s’ouvrir avec de pires pronostics » car à peine Amédée débarqua-t-il en Espagne le 30 décembre 1870 qu’on lui annonça la nouvelle de la mort du général Prim, son principal défenseur, comme conséquence d’un attentat survenu à Madrid trois jours auparavant alors qu'il se rendait du Congrès à son domicile. Ce fait priva Amédée Ier d’un soutien indispensable, surtout dans les premiers moments, où le progressisme se trouva scindé entre les deux héritiers de Prim, Práxedes Mateo Sagasta et Manuel Ruiz Zorrilla.
Le nouveau roi entra à Madrid le 2 janvier 1871 et le même jour prêta serment devant les Cortès sur la Constitution de 1869. Il se rendit à la basilique royale de Notre-Dame d'Atocha où avait été installée la chapelle ardente du général Prim, moment qu’immortalisa le peintre Antonio Gisbert.

### Gouvernement du général Serrano: échec de la «conciliation»
Après l’assassinat de Prim avait été formé un gouvernement de « conciliation » présidé par l’amiral Topete, selon la demande formulée par Prim sur son lit de mort. Dans cette même ligne, Amédée Ier proposa au Parlement comme nouveau président du Conseil des ministres le général unioniste Serrano, qui depuis la promulgation de la Constitution de 1869 jusqu’au serment du nouveau roi avait été régent du royaume d’Espagne, afin qu’il forme un gouvernement de « conciliation ». Serrano suivit les instructions du roi et forma un gouvernement réunissant tous les leaders des groupes de la coalition monarchico-démocrate qui soutenait la nouvelle Monarchie : les progressistes de Sagasta, qui occupa le ministère du Gouvernement (Gobernación, équivalent du ministère de l’Intérieur actuel), et Ruiz Zorrilla, à l'Équipement (Fomento) ; le démocrate monarchiste ou cimbrio Cristino Martos ; ou l'unioniste Adelardo López de Ayala, à l’Outre-mer.

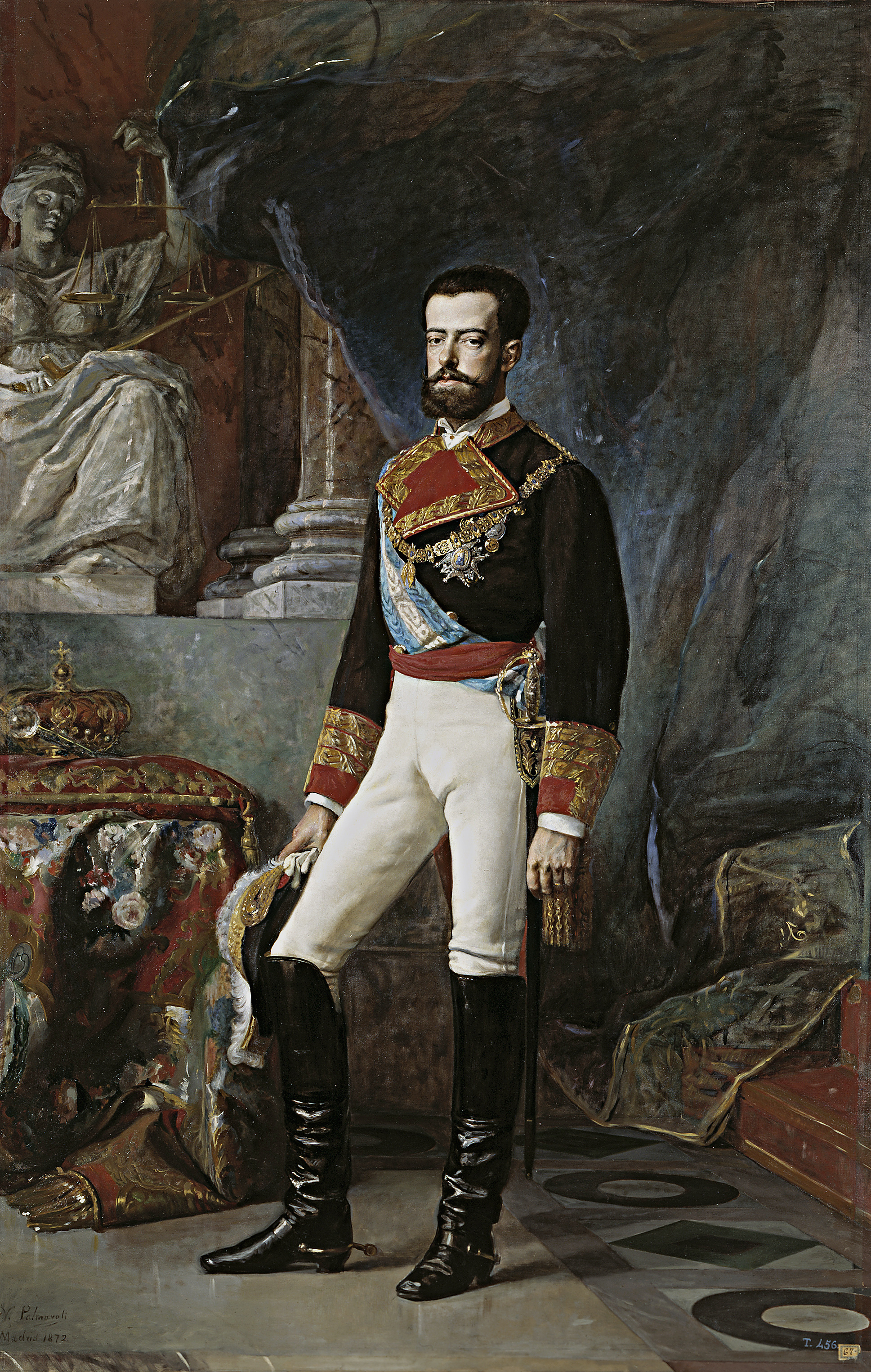
Portrait du roi d’Espagne Amédée Ier.

Le premier objectif du gouvernement de Serrano, que certains de ses membres considéraient comme « de transition », fut de préparer les premières élections de la nouvelle Monarchie, afin d’obtenir une majorité parlementaire confortable pour la coalition au gouvernement. Pour ce faire fut promulguée une loi électorale qui revint au vieux système modéré des districts uninominaux au lieu des circonscriptions provinciales plurinominales, qui avait été celui jusqu’alors défendu par les progressistes et utilisé lors des élections constituantes de 1869. Avec ce changement, le gouvernement pouvait exercer plus facilement son « influence morale » dans la majorité des districts, qui étaient ruraux. L’objectif d’obtenir une claire majorité fut atteint, bien que l’opposition, formée des carlistes et des républicains fédéralistes, obtint une représentation importante et en hausse, à cause de la faiblesse de la coalition gouvernementale.
Les candidats du gouvernement représentèrent 235 sièges — dont environ 130 étaient progressistes, plus de 80 étaient des unionistes « frontaliers » ou « aostins » et environ 20 étaient des démocrates monarchistes —, les républicains 52, les carlistes 51 et les modérés 18. Pour leur part, les unionistes dissidents de Ríos Rosas, qui continuaient de défendre la candidature du duc de Montpensier, et ceux d’Antonio Cánovas del Castillo, qui défendaient les droits du prince Alphonse de Bourbon, fils de la reine détrônée Isabelle II, obtinrent 7 et 9 sièges respectivement.
Les frictions surgirent lorsque le gouvernement Serrano et les Cortès durent se lancer dans la mise en place législative des principes démocratiques établis dans la Constitution de 1869 — par exemple le jury ou la séparation de l'Église et de l'État — ou affronter les problèmes qui se présentaient — l’abolition des quintas (es) (service militaire obligatoire), la guerre et l’abolition de l'esclavage à Cuba, les conflits sociaux avec les journaliers et ouvriers, etc. —. « Les unionistes frontaliers et les progressistes sagastins pensaient que, une fois la Constitution couronnée avec la dynastie de Savoie, une politique qui conservât ce qui existait devait être menée. Les démocrates et progressistes de Ruiz Zorrilla croyaient que la consolidation de ce qui avait été obtenu dépendait de l’établissement immédiat d’un programme de réformes sociales, économiques et politiques ».
Ainsi, l’affrontement entre Sagasta et Ruiz Zorrilla était dû à leurs divergences sur la manière de consolider la nouvelle monarchie parlementaire. Sagasta, suivant la politique qu’aurait probablement suivie Prim, défendait la conciliation avec les unionistes de Serrano, qui deviendraient le parti de la droite dynastique — le parti conservateur — tandis que Sagasta lui-même à la tête du Parti progressiste formerait la gauche dynastique — le parti libéral —, tout en promouvant une politique implacable contre les ennemis du régime, carlistes et républicains fédéraux. Au contraire, Ruiz Zorrilla défendait le maintien de l’alliance des progressistes avec les démocrates monarchistes ou « cimbrios » par l’application d’une politique réformiste avancée qui chercherait en dernier lieu à intégrer les républicains dans la nouvelle monarchie parlementaire, en les convainquant qu’à l’intérieur de régime ils étaient également en mesure d’atteindre leurs objectifs. Pour Sagasta, une telle politique revenait à mettre la monarchie dans les mains de ses propres ennemis — il doutait même de la fidélité de Ruiz Zorrilla et ses suiveurs envers le régime — et il refusait donc l’idée d’une collaboration parlementaire avec les républicains.

### Opposition à la Monarchie d’Amédée Ier
La haute noblesse et la hiérarchie ecclésiastique ne reconnurent pas la nouvelle Monarchie amadéiste. Au début car elle était l’institutionnalisation de la révolution de 1868 qui avait mis fin à la Monarchie isabelline dans laquelle ils jouissaient d’une position privilégiée et parce qu’ils craignaient que le nouveau régime ne cherche à les mettre à l’écart, voire qu’il soit l’antichambre de républicains et de « socialistes » contraires à la propriété privée et à l’État confessionnel. La haute noblesse adopta une posture casticiste, s’arrogeant la défense de supposées valeurs nationales face au « roi étranger », qui se traduisit dans un boycott de la cour et dans des affronts incessants contre la personne du roi Amédée, devant qui ils ne cachaient pas leur fidélité aux Bourbons détrônés. L’épisode le plus connu de cette opposition fut la dénommée « rébellion des Mantilles (es) »

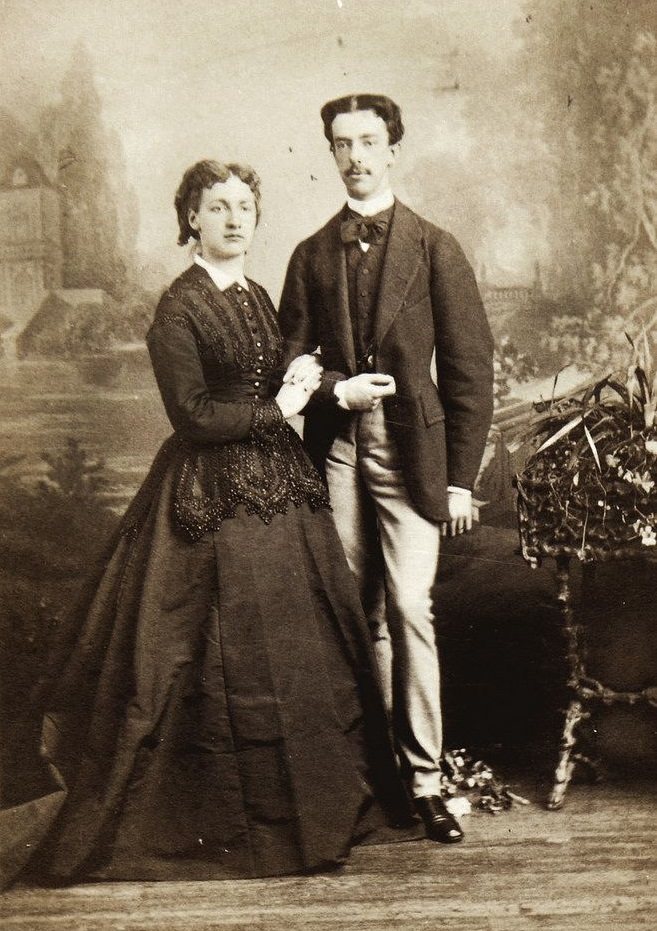
Le roi Amédée et son épouse Maria Vittoria dal Pozzo.

Pour sa part, la hiérarchie ecclésiastique, « investie de l’esprit intolérant et combattif que lui avait conféré le Syllabus, [et qui] exerçait une notoire influence non seulement sur les classes moyennes, dans leur majorité catholiques, mais aussi dans le monde rural, où le curé de paroisse se constituait souvent en interprète des évènements qui arrivaient d’ailleurs », voyait en Amédée Ier le fils du roi d’Italie qui avait « dépouillé » le pape Pie IX des États pontificaux et s’opposait à la liberté de culte ainsi que d’autres mesures qui avançaient vers une totale séparation de l'Église et de l'État.
Amédée tenta de combler le vide de la « vieille noblesse » avec l’anoblissement de membres de la bourgeoisie industrielle et financière qui lui apportait globalement leur soutien — à l’exception toutefois du secteur le plus lié aux intérêts coloniaux à Cuba, en raison des projets d’abolition de l’esclavage sur l’île des gouvernements radicaux, et de la bourgeoisie industrielle catalane qui s’opposait au libre-échange mis en marche en 1869 et que les radicaux continuaient de défendre —.

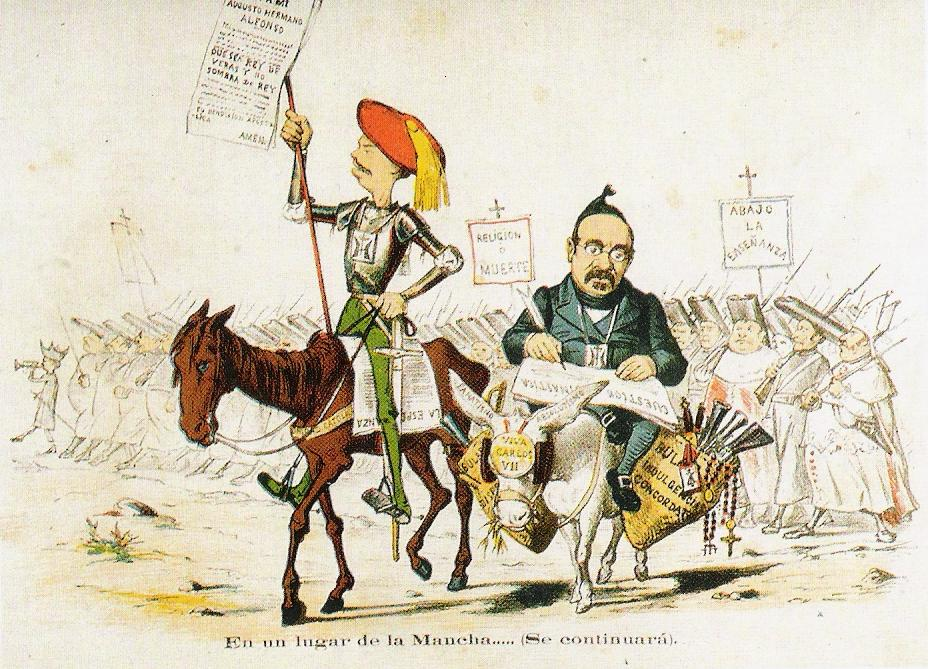
Caricature de la revue La Flaca d’août 1869, dans laquelle apparaît l’homme politique néo-catholique Cándido Nocedal en Sancho Panza et le prétendant carliste Charles VII en Don Quichotte, l’Église catholique apparaissant en toile de fond.

Les carlistes, qui depuis 1868 avaient connu un succès sans précédent, leur permettant d’étendre leur influence au-delà de ses fiefs traditionnels de Navarre, des provinces basques, de l’intérieur de la Catalogne et du nord du Pays valencien, revendiquaient la monarchie traditionnelle, incarnée dans la figure du prétendant Charles VII — petit-fils de Charles Marie de Bourbon, premier prétendant carliste —. Au début, le secteur « néo-catholique », mené par Cándido Nocedal, qui défendait la voie légale, c’est-à-dire l’obtention d'un grand poids au Parlement à travers les élections, allant jusqu’à se présenter en coalition avec les républicains lors des premières élections à Cortès ordinaires et recueillant un bon résultat avec 51 députés et 21 sénateurs. « L’élection d'Amédée Ier les irrita profondément et à partir de ce moment seule l’influence que Nocedal et l’aile légaliste exercèrent sur don Carlos purent contenir les soulèvements prématurés. […] En septembre 1871, don Carlos, peut-être contre ses propres souhaits, dut freiner encore une fois ses partisans ».
Les républicains s’opposaient à tout type de monarchie et continuaient de défendre la République fédérale, qu’ils considéraient à leur portée après la chute du Second Empire en France. Toutefois, au sein du Parti républicain fédéral cohabitaient sous « le manteau mythique de la République » des projets politiques divers, des défenseurs à outrance du droit de propriété aux « socialistes », et des défenseurs d’une république unitaire — un secteur minoritaire dirigé par Emilio Castelar — aux partisans d’un État fédéral suivant le modèle des États-Unis ou de la Suisse — secteur majoritaire mené par Francisco Pi y Margall et Nicolás Salmerón —. De plus, ce camp était aussi scindé, comme les carlistes, entre partisans de la voie légale, qui ne refusaient pas la collaboration avec les radicaux de Ruiz Zorrilla, et ceux partisans de l’insurrection.

### Premier gouvernement de Ruiz Zorrilla: division des progressistes
Le 15 juillet 1871, les ministres démocrates et progressistes « radicaux » Martos, Ruiz Zorrilla, Beránger et Moret démissionnèrent pour mettre fin au gouvernement de « conciliation » de Serrano, marquer la délimitation entre conservateurs et radicaux de la coalition gouvernementale et former un gouvernement homogène. Le roi, qui restait partisan de la politique de conciliation, n’eut d’autre choix que de nommer le 24 juillet Ruiz Zorrilla comme nouveau président du gouvernement. « Cette solution supposa la défaite des unionistes, mais aussi celle de Sagasta et les siens dans leur projet de maintenir l’union tant que le nouveau régime serait en danger ».

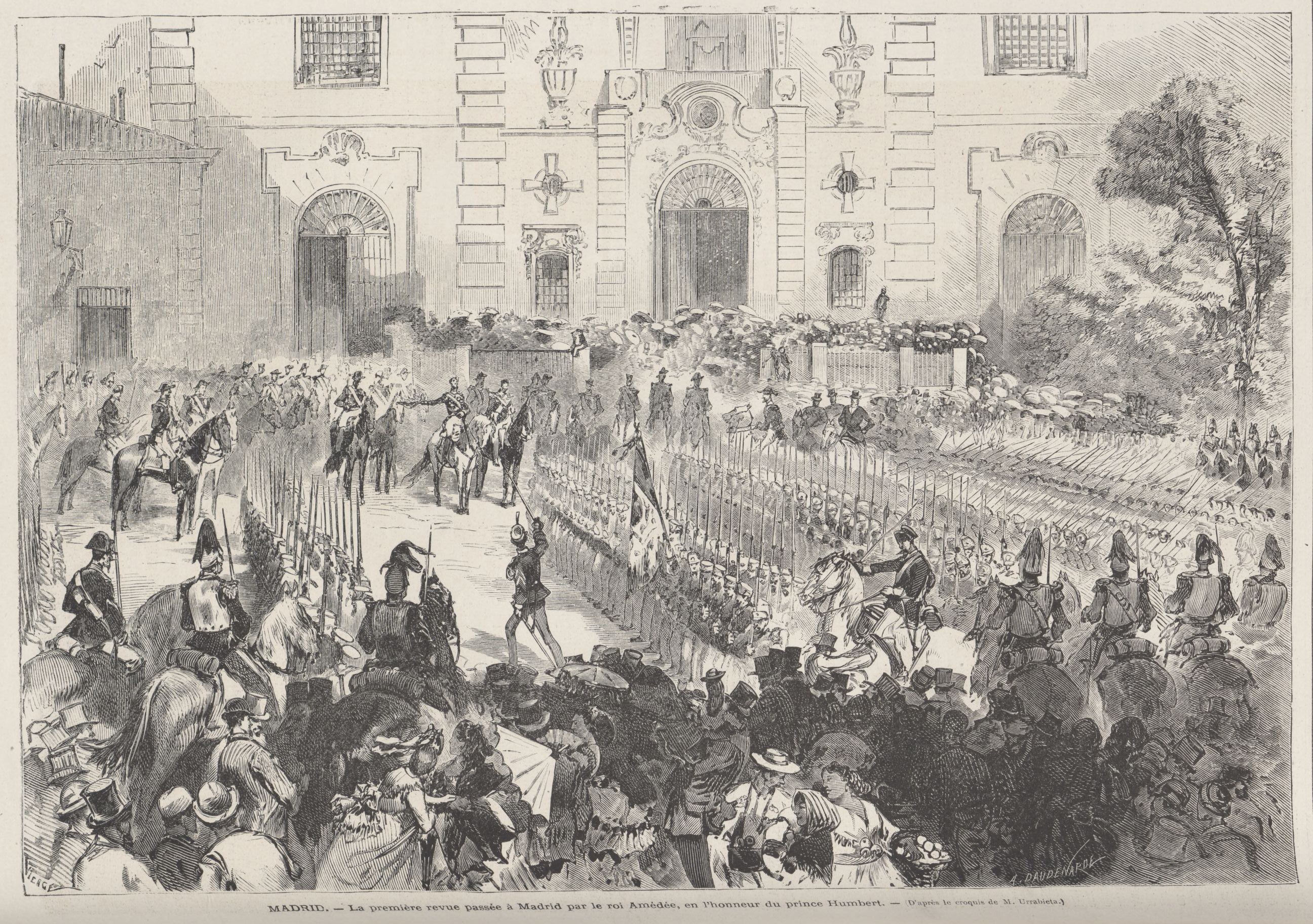
Première revue de troupes passée à Madrid par le roi Amédée Ier, dessin de Daniel Urrabieta Vierge publié dans Le Monde Illustré le 9 de septembre 1871.

Au début, Ruiz Zorrilla tenta d’obtenir la participation à son gouvernement des progressistes de Sagasta mais ceux-ci refusèrent car, comme l’expliqua Sagasta au Congrès, le régime ne pouvait se sauver avec une politique « exclusive de parti ». Alors Ruiz Zorrilla forma un gouvernement uniquement avec les progressistes de sa faction et les démocrates. Dans le nouvel exécutif, qui présenta son programme aux Cortès le 25 juillet et dont le slogan fut « Liberté, moralité, civisme », le président assuma lui-même le portefeuille de la Gobernación, Eugenio Montero Ríos celui de la Grâce et de la Justice, le général Fernando Fernández de Córdova à la Guerre, Servando Ruiz Gómez au Budget, Santiago Diego Madrazo à l’Équipement (« Fomento »), Tomás María Mosquera à l’Outre-mer et le vice-amiral José María Beránger à la Marine. Martos n’accepta pas le ministère de l’État et ne fit pas partie du gouvernement.
Les démocrates obtinrent la nomination de Salustiano Olózaga, alors ambassadeur à Paris, comme président du Congrès des députés et, pour combler le poste resté vacant, celle du leader démocrate Nicolás María Rivero. Face à cette manœuvre douteuse, les progressistes sagastins proposèrent Sagasta lui-même pour présider la chambre basse, afin d'éviter l’arrivée d’un membre notable du groupe des démocrates, qu’ils considéraient plus proches de la République que de la Monarchie. Ruiz et Sagasta se réunirent les 1er et 2 octobre 1871 afin d’éviter la rupture du parti progressiste mais l’offre de Sagasta de retirer les deux candidatures et de négocier un candidat de consensus fut rejetée par Ruiz car cela aurait supposé l’union des démocrates et des républicains, et la fin de son projet réformiste « radical » afin de consolider la Monarchie. Au cours de cette conversation, Sagasta accusa Ruiz d’avoir privilégié son alliance avec les « cimbrios (es) » et d’avoir trahi ses « ami de toujours » au sein du Parti progressiste, et d’être par conséquent responsable des « conséquences […] funestes » de ce choix.
Lors du vote pour la présidence du Congrès célébrée le 3 octobre, Sagasta gagna contre Rivera avec 123 votes favorables, 113 contre et seulement 2 votes blancs. Ruiz Zorrilla interpréta ce résultat comme un vote de censure contre le gouvernement et présenta sa démission dans la foulée.
Le roi Amédée venait de rentrer d’un voyage en compagnie de son épouse dans diverses provinces du sud de l’Espagne, organisé par le gouvernement afin d’accroître sa popularité, et au cours duquel il était passé par Logroño afin de rendre visite au général Espartero — qui s’était retiré mais jouissait encore d’une immense popularité parmi les libéraux progressistes, qui le considéraient comme leur « patriarche » —, qui lui assura sa loyauté car il avait été choisi par la « volonté nationale ». Lorsqu’Amédée Ier s’entretint avec Ruiz Zorrilla, ce dernier lui demanda de dissoudre les Cortès et de convoquer de nouvelles élections, ce que le roi refusa car il ne voyait aucune raison constitutionnelle ou parlementaire de le faire — le gouvernement n’avait pas perdu la majorité parlementaire qui le soutenait et il n’y avait pas formellement eu de vote de censure contre lui —, ce qui se trouva confirmé lorsque lors d’un entretien avec Sagasta, ce dernier lui assura que lui et se suiveurs continuaient de soutenir le programme présenté par le gouvernement le 25 juillet, si bien qu’il demandait au roi de faire revenir Ruiz Zorrilla afin qu’il reste à la tête de l’exécutif.

### Gouvernement de Malcampo: échec de la reunification des progresistes

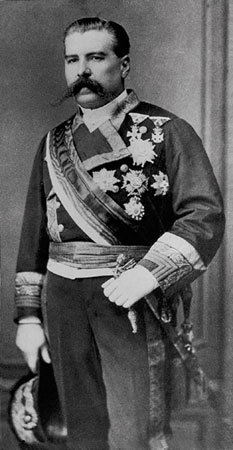
Le contre-amiral José Malcampo, président du gouvernement entre le 5 octobre et le 21 décembre 1871.

Cependant Ruiz Zorrilla ne changea pas d’avis et le roi, après reçu une réponse négative du général Espartero pour présider le nouveau gouvernement en alléguant son âge avancé, chargea Sagasta de former un nouveau gouvernement, mais celui-ci lui proposa, afin d’éviter de sembler faire opposition à Ruiz Zorrilla, de nommer un autre progressiste de son groupe, le contre-amiral (es) José Malcampo — un marin qui avait accompagné Topete lors de la révolution de 1868, « ce qui lui donnait prestige et autorité révolutionnaires, et l’on croyait difficile qu’il pût être qualifié de « réactionnaire » par les radicaux », ce en quoi ils firent erreur —. Son gouvernement servit de pont à celui que finalement Sagasta lui-même présida à partir du 21 décembre 1871,, mais le Parti progressiste, principale force politique qui appuyait la Monarchie d’Amédée Ier, s'était scindé en deux secteurs : l’un conservateur et proche des idées de l’Union libérale mené par Sagasta, et un autre plus avancé mené par Ruiz Zorrilla, qui se dénommait lui-même « progressiste démocratique » ou encore Parti radical, et qui intégrait les démocrates monarchistes ou « cimbrios » menés par Cristino Martos et par Nicolás María Rivero.
Le secteur progressiste mené par Sagasta n’abandonna pas l’idée d’obtenir la réunification du Parti progressiste mais sur la base de son programme historique qui plaçait la souveraineté nationale avant les droits individuels, si bien que ceux-ci pourraient être régulés par les Cortès pour assurer la compatibilité entre liberté et ordre, tandis que les démocrates et les zorrillistes défenfaient l’idée que la loi ne devait pas les définir et que la mission de leur délimitation devait échoir aux tribunaux. Ainsi, ce que Sagasta demandait à Ruiz Zorrilla était l’abandon de son alliance avec les démocrates ou que ceux-ci acceptent la supériorité du principe de la souveraineté nationale. C’est pour cela que Sagasta considéra le gouvernement de Malcampo comme un « ministère de transition » dans l’attente de la réunification progressiste, que les ministres du cabinet étaient tous progressistes — sans présence d’aucun membre de l’Union libérale — et que le programme de gouvernement présenté aux Cortès par le nouveau président fut le même que celui présenté par Ruiz Zorrilla le 25 juillet.
Néanmoins la première réponse de zorrillistes fut de proclamer unilatéralement leur leader comme « chef actif du Parti progressiste démocratique », reconnaissant le général Espartero comme son « chef passif » — Ruiz Zorrilla restait convaincu qu’« avec des réformes économiques et sociales, il rapprocherait la monarchie démocratique du peuple, l’éloignant du fédéralisme et du socialisme », permettant dans un futur proche l’union des forces républicaines dans un parti libéral qui réunirait les principaux courants politiques de gauche —. Face à cette initiative, les progressistes de Sagasta constituèrent le 20 octobre leur propre Comité directif du Parti progressiste démocratique, formalisant la rupture au sein du parti. Les tentatives de certains groupes et personnalités progressistes comme Ángel Fernández de los Ríos de recomposer l’unité du parti échouèrent — l’appel aux vieux meneurs comme Salustiano Olózaga ou Espartero ne fonctionna pas non plus, tous deux se montrant favorables au secteur de Sagasta —.

#### Débat aux Cortès sur l'illégalisation de la section espagnole de l’AIT

Emblème du Conseil fédéral d'Espagne de la AIT.

Une occasion de réunification se présenta lorsque le gouvernement de Malcampo, désireux de montrer au pays que la monarchie démocratique n’était pas synonyme de désordre ou d’« anarchie paisible », proposa aux Cortès de voter pour l'illégalisation de la section espagnole de l’Association internationale des travailleurs (AIT) qui avait été fondée en juin de l’année précédente lors d'un congrès célébré en 1870 (en), car il la considérait hors de la Constitution. Le motif de fond était l’énorme répercussion qu’avait eue l’insurrection ouvrière de la Commune de Paris de mars-mai 1871, qui avait étendu la crainte du « socialisme » parmi les classes propriétaires de toute l’Europe — de fait, lorsque lors des festivités de commémoration du soulèvement du Dos de Mayo les internationalistes tentèrent de célébrer un banquet de confraternité entre Espagnols et Français, il fut dissout par la « milice du gourdin » (« partida de la porra »), « que le gouvernement utilisé pour porter la violence au-delà des limites que fixait la loi » —,.
Les unionistes de Serrano et les progressistes du secteur de Sagasta, qui soutenaient le gouvernement, étaient favorables à l’illégalisation, posture à laquelle se joignirent les carlistes car ils considéraient les internationalistes comme les « ennemis de la société », tandis que les républicains se prononçaient contre car ils défendaient l'inaliénable droit d'association et voyaient la mesure comme une œuvre de la « réaction ». Le problème se posa au sein du groupe de Ruiz Zorrilla car, d'une part ils étaient d’accord avec les républicains sur le fait que le droit d’association devrait prévaloir, mais d’autre part ils ne voulaient pas que les classes moyennes et conservatrices, y compris le roi lui-même, les voient comme les défenseurs du « désordre » que personnifiaient les internationalistes et qui s’était manifesté dans la Commune de Paris. La solution finalement adoptée par Ruiz Zorrilla fut de n’appuyer ni le gouvernement de Malcampo ni les républicains, en optant pour l’abstention, mettant fin à la dernière possibilité de réunification des progressistes. Selon Jorge Vilches (es), ce moment fut crucial car un vote favorable au gouvernement « aurait rendu possible la transformation du [parti] progressiste en parti libéral qui tourne avec les unionistes devenus conservateurs constitutionnels. Ce système de partis pourrait avoir donné une plus grande stabilité que celui que prétendait Ruiz Zorrilla et, par conséquent, culminer avec succès la tentative de consolider l’Espagne dans une monarchie constitutionnelle qui assure la liberté et l’ordre ». Le 10 novembre 1871 eut lieu le vote aux Cortès, où 192 députés — unionistes, progressistes sagastins et carlistes — se manifestèrent pour l’interdiction de la première Internationale (AIT) et 38 contre — les républicains fédéraux —.
Toutefois, l’interdiction de l’AIT votée aux Cortès ne fut finalement pas appliquée à cause de l’intervention du procureur du Tribunal suprême qui insista sur le fait que la Constitution de 1869, en reconnaissant le droit d’association protégeait l’AIT, qui put ainsi poursuivre ses activités et s’étendit hors de Catalogne, tout spécialement parmi les journaliers d’Andalousie et les ouvriers et artisans des régions de Valence et de Murcie. Avec la célébration de son second congrès à Saragosse en avril 1872, les thèses de Bakounine s’imposèrent, ce qui fut confirmé lors du congrès de Cordoue entre le 25 décembre 1872 et le 3 janvier 1873.

#### Vote de censure au gouvernement et suspension des Cortès
Le 13 novembre, seulement trois jours après leur défaite dans le vote d’illégalisation de l'AIT, les radicaux de Ruiz Zorrilla présentèrent un vote de censure contre le gouvernement Malcampo, qu’un périodique zorrilliste qualifia de « ministère pirate », alléguant qu’il s’était emparé indûment du pouvoir. Ce faisant, ils prétendaient accéder au gouvernement avant que Malcampo ne puisse convoquer d’élections et obtenir ainsi une majorité au Congrès, étant donné que le délai minimum de 4 mois que la Constitution établissait entre deux élections était sur le point de terminer. Les carlistes y virent une opportunité et présentèrent une motion sur les associations religieuses, en espérant que les républicains et radicaux s’y joindraient, et ainsi renverser le gouvernement — objectifs que les trois groupes partageaient —. Lorsque le 17 novembre les votes montrèrent que le gouvernement se trouvait en minorité aux Cortès, étant donné qu’il n'avait trouvé que l’appui des progressistes « historiques » de Sagasta et les « unionistes », qui rassemblèrent 127 députés face aux 166 des carlistes, radicaux et républicains, le gouvernement obtint du roi le décret de suspension des Cortès et Malcampo ne se vit pas contraint à démissionner. « le roi expliqua à son père (le roi d’Italie), qu’il avait signé le décret à cause du scandale qu’avait produit l’union des radicaux avec les antidynastiques [carlistes et républicains]. […] Lorsque la session fut levée, les fédéraux crièrent : « Vive la République ! » ». Bien que reconnaissant qu’elle était constitutionnelle, quelques radicaux en vinrent à qualifier la décision du roi de « coup d’État ».

#### Élections municipales
Les radicaux poursuivirent leur opposition frontale au gouvernement et aux élections municipales du 9 décembre ils firent de nouveau une coalition avec des antidynastiques, cette fois le Parti républicain fédéral. Le résultat des élections, où l’abstention fut élevée — entre 40 et 50 % — fut très controversé et tous les partis s'attribuèrent la victoire. Le journal zorrilliste El Imparcial affirma que le gouvernement avait été battu car sur 600 municipalités importantes, seulement 200 avaient été remportées par les candidats ministériels, tandis que les 400 autres avaient été remportés par des partis contraires au gouvernement — 250 par les radicaux, 180 aux républicains et 50 pour les carlistes —. En revanche, en comptant seulement les capitales de province, le résultat devenait favorable au gouvernement — 25 capitales remportés par ses candidats, dont Barcelone, Séville, Cadix et Malaga, et 22 pour ses opposants, parmi lesquels seulement 3 pour les radicaux, bien qu’incluant la capitale de l’État Madrid, tandis que les républicains en obtenaient 14, parmi lesquelles Valence, La Corogne et Grenade, et les carlistes 5 —, et c’est ainsi que le ministre de l’Intérieur s'empressa de le présenter au roi. Ainsi, le roi ne prêta pas attention aux demandes de Ruix Zorrilla qui demandait le pouvoir au motif que le gouvernement avait été battu aux élections.

#### Fin du gouvernement Malcampo et nomination de Sagasta
Après les élections municipales, le roi laissa un délai d’une semaine au gouvernement pour qu’il réouvrît les Cortès, étant conscient du fait que lorsque cela surviendrait le gouvernement se verrait contraint à démissionner. C’est pour cela qu'il assura aux leaders politiques que leur remplaçant, à qui il concèderait le décret de dissolution des Cortès et la convocation de nouvelles élections, serait celui qui réunirait le « plus grand nombre de votes [de partis] dynastiques », ce qui invalidait les manœuvres des radicaux, républicains et carlistes de réunir leurs députés pour abattre le gouvernement. Finalement, Malcampo, qui depuis le 17 novembre ne voyait pas de sens au maintien de son gouvernement au pouvoir car la possibilité de la réunion du Parti progressiste semblait de plus en plus improbable, démissionna le 19 décembre, anticipant la réouverture des Cortès. Celui qui fut désigné pour le remplacer fut Práxedes Mateo Sagasta, suivant la pratique parlementaire suivant laquelle lorsqu'un président du gouvernement démissionnait sans cause constitutionnelle ou perte de majorité, il devait être remplacé par le président du Congrès. Sagasta forma un gouvernement deux jours plus tard.

## 1872
« Si en 1871 s’étaient succédé les crises gouvernementales, en 1872 l’insistance de ces mêmes crise provoqua une détérioration progressive de la vie politique et parlementaire. Un déséquilibre politique aux effets néfastes pour la monarchie d’Amédée Ier ».

### Le gouvernement Sagasta: les conservateurs constitutionnels au pouvoir

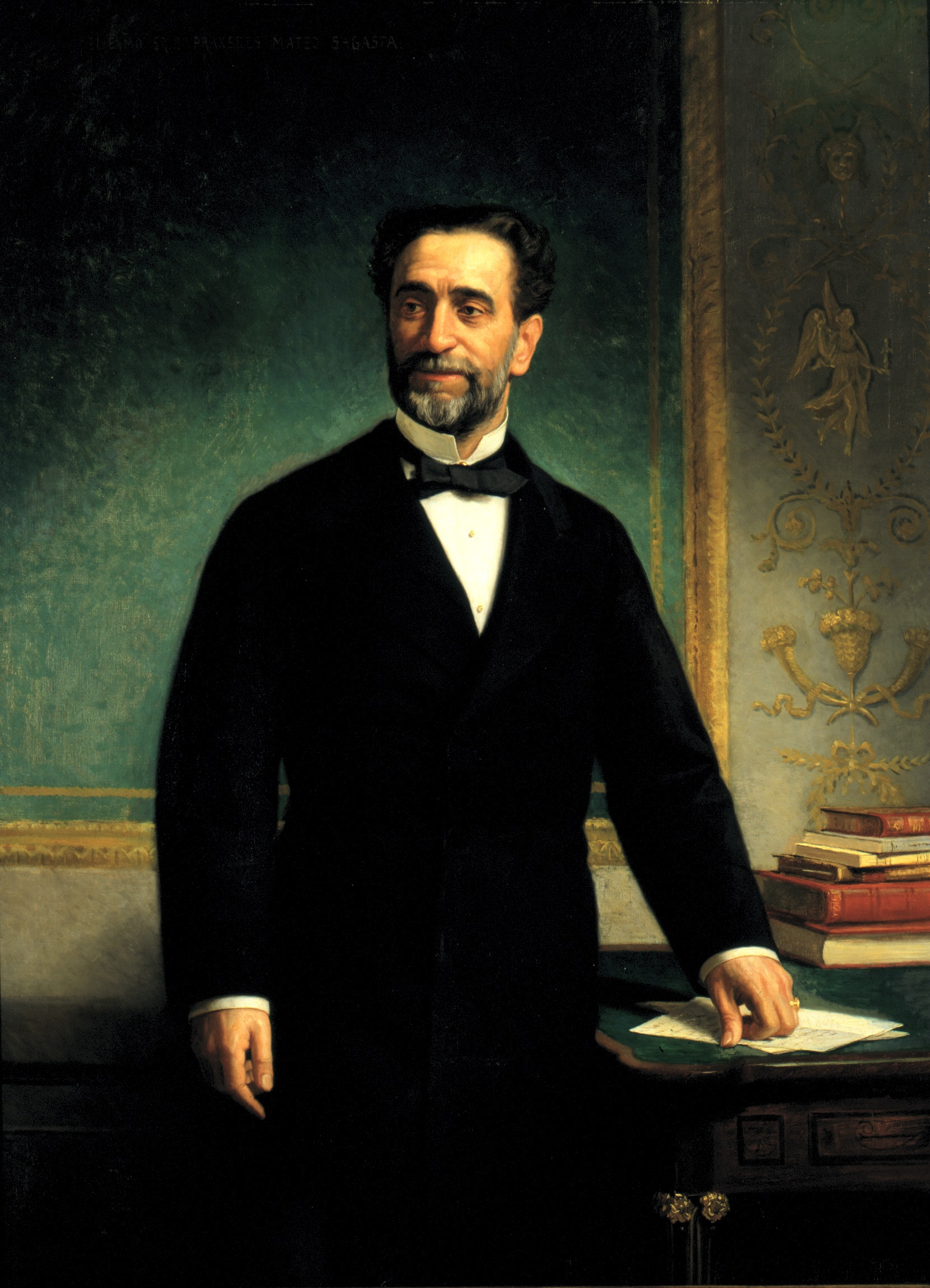
Práxedes Mateo Sagasta en 1877.

Sagasta offrit au départ une importante participation à son gouvernement aux radicaux de Ruiz Zorrilla — quatre portefeuilles, soit la moitié du cabinet —, qui rejetèrent néanmoins la proposition, car cela supposait la rupture avec les démocrates — lors de la rencontre tenue entre Sagasta et Ruiz Zorrilla, ce dernier affirma qu’il était radical, c’est-à-dire plus que progressiste —. Sagasta se trouva alors contraint de chercher une alliance avec les unionistes du général Serrano qui participèrent au gouvernement, bien qu’avec un seul portefeuille, celle d’Outre-mer, occupée par l'amiral Topete. Le reste du gouvernement était formé de progressistes historiques, comprenant l'ancien chef de gouvernement, le contre-amiral Malcampo qui occupa le portefeuille de la Guerre et celui de la Marine, ainsi que Bonifacio de Blas, Santiago de Angulo, Francisco de Paula Angulo et Alonso Colmenares.
Lors de la présentation du nouveau gouvernement devant les Cortès le 22 janvier 1872, il fut défini comme progressiste conservateur. Après avoir défendu la Monarchie « comme un fondement essentiel des libertés publiques », Sagasta conclut en proposant un système de partis loyaux et bienveillants, sans politiques extrêmistes ni excluantes, mais conciliatrices, « l’un plus progressif que l’autre, l’autre moins progressif ; mais l’un libéral conservateur et l’autre conservateur libéral ». Lors du vote, le gouvernement fut vaincu, mais comme obtint plus de votes dynastiques que contre, le roi tint sa promesse et octroya à Sagasta le décret de dissolution des Cortès afin qu’il convoque de nouvelles élections, afin de s’assurer une solide majorité au Parlement, qui lui permette de gouverner. Ruiz Zorrilla invita les radicaux à se défendre et fit appel à Dieu pour sauver le pays, la liberté et la dynastie. Les républicains allèrent beaucoup plus loin en affirmant : « le roi a rompu avec le Parlement, aujourd’hui la dynastique de Savoie prend fin ».
Les radicaux attribuèrent la décision du roi à l’existence d’une supposée camarilla dans la cour, qui comme aux temps d’Isabelle II, conjurait pour les priver d’accéder au pouvoir. Selon eux, elle était formée par les conseillers italiens du monarque Dragonetti[Qui ?] et Ronchi[Qui ?], par les conservateurs qui rendaient visite au roi et les « néo-catholiques » qui influençaient la très catholique reine consort. Ainsi, le lendemain de la confirmation de Sagasta à la tête du gouvernement, Ruiz Zorrilla critiqua la décision du roi aux Cortès et fit un plaidoyer en faveur du « droit à l’insurrection » car il croyait les libertés menacées. « Amadée Ier cessa d’être intouchable pour les périodiques radicaux […]. Le dépit fut tel qu'à l'habituel repas que donnait le roi au palais les vendredis commencèrent à manquer tous les leaders radicaux invités, alléguant d’indisposition, sauf Moret ». Dans une réunion électorale célébrée à Madrid le 2 février, José Echegaray dit qu’il fallait ouvrir les fenêtres du palais d’Orient pour qu’y souffle l’air de la liberté, et un article de fond du journal El Imparcial du 22 février disait que le parti radical « reste dédaigné » par le roi « comme il l’a toujours été », et comparait ainsi les monarchies d’Amédée Ier et d’Isabelle II. Le gouvernement de Sagasta fut qualifié de « ministère réactionnaire ».
Dans une lettre écrite à son père, le radical Francisco Salmerón, qui était l’un des progressistes exaltados qui avait le plus défendu l’alliance du Parti progressiste avec les démocrates cimbrios, disait en janvier 1872 :

« Le Palais n’est pas hostile, car le Roi se donne aux délices des courtisanes ; et la Reine vers la politique néo. L’infâme Sagasta fait une guerre implacable aux radicaux ; et les vilains pseudo-conservateurs exploitent sa rage, pour l’absorber, et fascinent le roi pour l’anéantir. Nous, les radicaux, allons à la lutte électorale avec l'évidence d’une défaite ; ensuite nous assisterons en retrait au cataclisme que préparent les iniquités du Gouvernement, les ingratitudes du Monarque, les perfidies unionistes et les sagasistes furibonds. À la fin la lumière se fera ; ce que j’ignore est qui surnagera dans le déluge. »

#### Naissance du Parti constitutionnel et de la «coalition nationale»

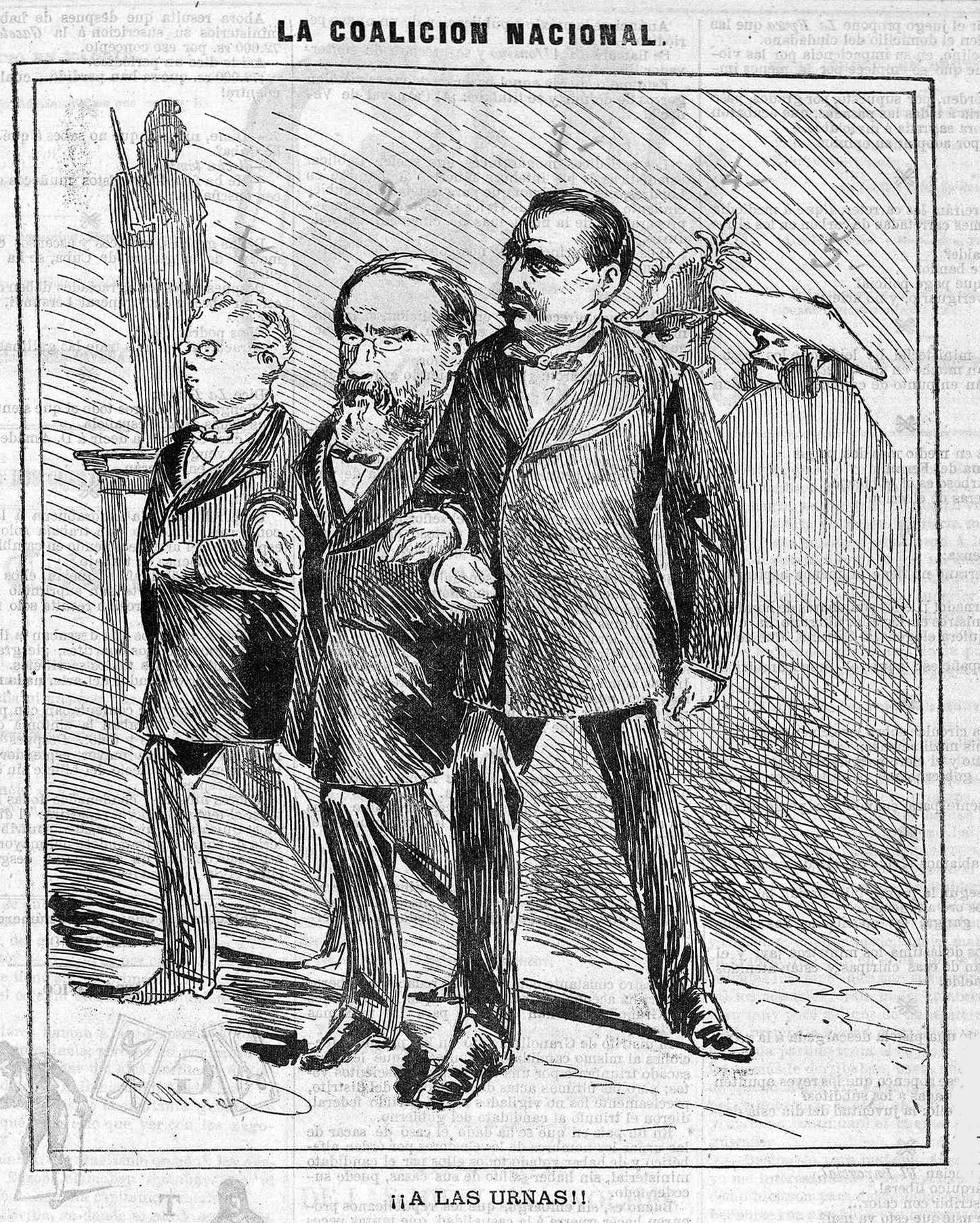
La coalición nacional - ¡¡A las urnas!!, caricature de José Luis Pellicer publiée el 10 mars 1872 dans Gil Blas. Au primier plan Martos, Pi y Margall et Ruiz Zorrilla, et au second plan l’alphonsisme et le carlisme.

Pour préparer les élections, les progressistes de Sagasta et les unionistes formèrent un comité électoral conjoint qui rendit public un manifeste dans lequel était résumé le programme de gouvernement présenté le 22 janvier. Les unionistes l’entendirent comme un premier pas vers la formation d’un parti, mais Sagasta prétendait au contraire former un troisième  parti qui réunissent « le meilleur des deux camps », maintenant ainsi l’idée de réunifier le progressisme. Le roi intervint et, afin d’être compris étant donné qu’il ne parlait pas bien castillan, demanda à l’unioniste José Luis Albareda, qui lui rendait fréquemment visite, de lui écrire un « petit papier » dans lequel il défendait la formation d’un Parti conservateur qui altererait au pouvoir avec le Parti radical lorsque les électeurs en décideraient ainsi. De cette manière, il fermait la porte au « troisième parti » et Sagasta, qui avait initialement présenté sa démission car il s'était senti discrédité par le roi, se vit contraint à accepter la fusion face à la menace du roi de donner le pouvoir au Parti radical. C’est ainsi qu’apparut le 21 février 1872 le nouveau parti nommé « Parti constitutionnel » car son objectif était la défense de la dynastie et de la Constitution. Immédiatement le gouvernement fut remodelé et intégra quatre progressistes, en plus de Sagasta, et trois unionistes. Le slogan de la nouvelle formation aux élections du 2 avril fut « Liberté, Constitution de 1869, dynastique d’Amédée Ier et intégrité du territoire ».
Pour sa part, le Parti radical, dans son désir de faire chuter le gouvernement, étendit la « coalition nationale » qu’il avait formée avec les républicains à l’occasion des élections municipales de décembre 1871 à l’autre parti anti-système, le carliste, sans qu’aucun des trois partis ne renonce à ses principes de « vaincre le Gouvernement fruit de l’immoralité et du mensonge » car « la liberté et l’honneur de la patrie […] sont au dessus de tout ». Plus tard, le Parti modéré se joignit également à la coalition. Au cours de la campagne, le parti eur recours à la rhétorique patriotique comme celle de « l’Espagne libre et indépendante » en allusion à l’origine italienne du roi ou comme l’argument utilisé par le républicain Emilio Castelar pour convaincre ses compagnons de parti d’appuyer la « coalition nationale », selon lequel elle s’était formée pour « défendre le gouvernement de l’Espagne par les Espagnols » et qui, dans le manifeste électoral républicain du 29 mars, s’exprima dans le slogan « l’Espagne pour les Espagnols ». Les partis de la « coalition nationale » s’engagèrent à présenter un unique candidat par district — celui du parti qui avait obtenu les meilleurs résultats aux élections précédentes — et à tous appeler au vote pour lui.

#### Élections d’avril 1872
Les élections générales d’avril 1872 donnèrent une victoire écrasantes au constitutionnels — ils obtinrent la majorité absolue, avec une prépondérance des députés unionistes sur les progressistes, ce qui favorisa le leadership du général Serrano face à Sagasta — grâce à quoi le gouvernement exerça son « influence morale » — le constitutionnaliste Andrés Borrego le justifia en affirmant que le gouvernement n’avait d’autre recours que celui d’« opposer à l’audace des oppositions, l’audace des administrations » —, en dépit du fait que le roi avait demandé à Sagasta des élections « propres », à quoi ce dernier répondit que les élections seraient « aussi pures qu’elles peuvent l’être en Espagne ». Républicains et carlistes perdirent des députés — ce qui renforça leurs ailes intransigeantes, qui s’étaient opposé à la participation au scrutin —, mais les deux grands vaincus furent les radicales qui n’obtinrent que 42 sièges, soit un nombre même inférieur à celui des républicains — ce qui remit en question le leadership de Ruiz Zorrilla et les amena eux aussi à envisager l’abandon de la voie légale pour accéder au gouvernement —. Néanmoins, la somme des radicaux, carlistes, républicains fédéraux et modérés alphonsins n’était pas négligeable car elle atteignait presque 150 députés. L’abstention fut importante lors de ces élections, à cause de la campagne menée par les républicains « intransigeants » et au désintérêt général. Il y eut des désordres dans les provinces à prépondérance carliste — Pays basque et Navarre — et républicaine fédérale — sur la côte méditerranéenne —.
Ces élections consommèrent la rupture « légale » du Parti progressiste étant donné que de l’alliance du secteur mené par Sagasta avec l’Union libérale du général Serrano surgit un nouveau parti, le Parti constitutionnel, tandis que Ruiz Zorrilla resta à la tête du Parti radical, résultat de l’union de son groupe de progressistes avancés avec les démocrates monarchistes ou « cimbrios (es) » menés par Cristino Martos et Nicolás María Rivero.

### L’insurrection carliste

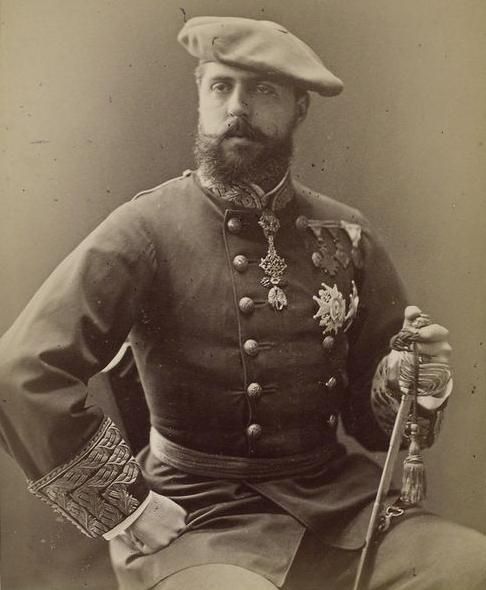
Carlos María de Borbón y Austria-Este, prétendant carliste au trône d’Espagne sous le nom de Charles VII

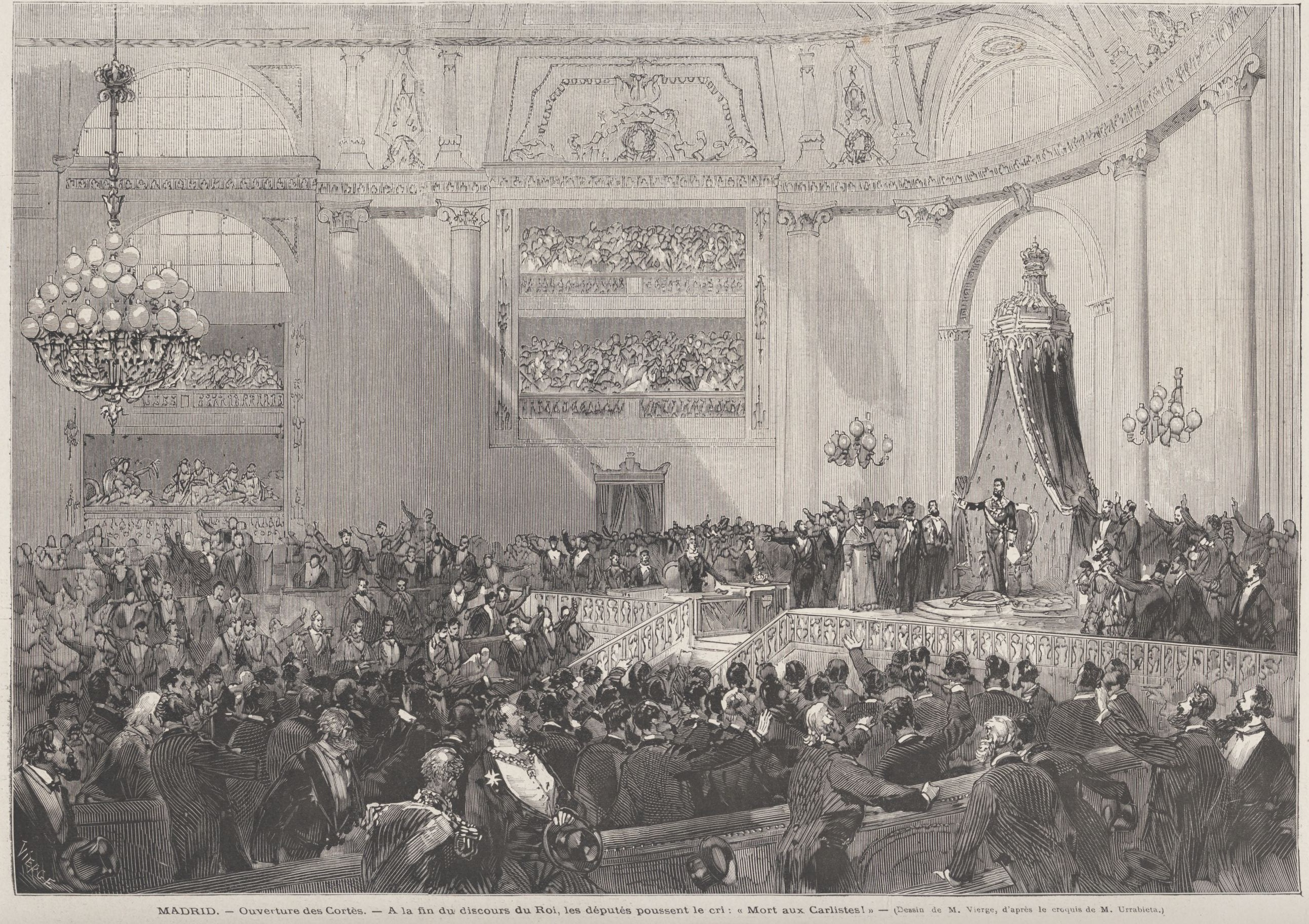
Madrid - Ouverture des Cortés, gravure de Daniel Urrabieta Vierge publiée dans Le Monde Illustré en mai 1872. À la fin du discours du roi, les députés crient Mort aux carlistes !.

Lors des élections d’avril 1872, les carlistes connurent une baisse de leur représentation en passant de 51 à 38 députés, si bien que les partisans de la voie insurrectionnelle s’imposèrent aux néo-catholiques de Cándido Nocedal, défenseurs de la voie parlementaire. Ainsi, la position des carlistes changea et ils mirent en application la dernière phrase de leur manifeste du 8 mars : « maintenant aux urnes, après où Dieu nous apellera » — c’est-à-dire à la guerre —.

Le 14 avril, le prétendant Charles de Bourbon donna l’ordre aux députés de son camp de ne pas se rendre pas aux Cortès et de commencer l’insurrection armée, qui était prévue et organisée depuis longtemps en cas d’échec de la stratégie de Nocedal — qui démissionna immédiatement de toutes ses charges —. Charles proclama dans un manifeste les motifs du soulèvement et appela tous les Espagnols à se joindre à lui : 

« La sainte religion de nos pères est poursuivie, les bons apprimés, l’immoralité honorée, l’anarchie triomphante, le trésor public ouvert au saccage, le crédit perdu, la propriété menacée, l’industrie exsangue […]. Si les choses continuent ainsi, le pauvre peuple reste sans pain et l’Espagne sans honneur. Nos pères n’auraient pas supporté autant ; soyons dignes de nos pères. Pour notre Dieu, pour notre Patrie et pour votre Roi, levez-vous, Espagnols ! »

Ainsi commençait la troisième guerre carliste. Le 2 mai, le prétendant carliste entrait en Espagne par Bera au cri de « À bas l’étranger et vive l’Espagne ». Deux jours plus tard avait lieu la bataille d'Oroquieta (es) lors de laquelle les carlistes furent vaincus, obligeant le prétendant à fuir en France. Face à l’absence d’un commandement visible à la tête de l'insurrection, le général Serrano, qui commandait l'armée du Nord et qui venait de recevoir du roi la notification qu’il avait été nommé nouveau président du gouvernement après la démission de Sagasta, signa le 24 mai avec les députés de la Députation forale de Biscaye qui s'était proclamée en soutien du prétendant carliste la convention d'Amorebieta (es) qui mettait fin au conflit, concédait une amnistie à tous les insurgés qui rendraient les armes et dont l’article 4 rendait leurs emplois aux chefs et officiers rebelles. Cette dernière concession suscita de nombreuses critiques au sein de l’Armée et dans l’opposition radicale et républicaine qui la considérèrent trop généreuse et estimèrent que Serrano s’était arrogé des facultés qu’il n'avait pas.
L’accord d’Amorebieta mit fin dans le pays basco-navarrais mais les milices carlistes demeurèrent actives en Catalogne — le 16 juin, le prétendant promit de restaurer les fors abolis par Philippe V en 1714 — jusqu’à ce que l’insurrection ressurgisse au Nord en décembre 1872. La guerre se prolongea durant le reste du règne d’Amédée Ier et l’insurrection dura jusqu’en 1876, au début de la Restauration.

### Chute du gouvernement de Sagasta et gouvernement «éclair» de Serrano: fin du projet conservateur
Le gouvernement Sagasta dura peu de temps, à cause d’un scandale qui éclata le mois suivant les élections. Le 11 mai, un député républicain lui demanda des comptes sur les deux millions de réaux qui avaient été détournés sur ordre du gouvernement du ministère de l’Outre-mer à celui de l’Intérieur (Gobernación), prévisiblement pour les mobiliser dans la fraude électorale — une des méthodes utilisées étaient celle dite des « lázaros », consistant à faire « voter » des personnes défuntes en faveur des candidats soutenant le gouvernement —. Une rumeur probablement infondée disait que l'argent aurait été servi à couvrir le scandale d’une des aventures amoureuses du roi ou de l’épouse du général Serrano avec l’un de ses adjudants
Le gouvernement Sagasta ne donna pas d’explication satisfaisante sur l’utilisation de cet argent. Il allégua qu’il avait servi à réalisé des paiements réservés à prévenir des conspirations mais les justificatifs qu’il présenta étaient inventés et enregistraient les paiements sans aucune autorisation, et démontraient que le secret de la correspondance avait été violé. « Pris la main dans le sac, le prédident du Conseil des ministres demanda un vote de confiance à la majorité qui le soutenait, mais on lui refusa. Ce n’est pas tant la manière dont l’argent avait été dépensé que les illégalités et l’image d’un parti et d’un gouvernement conservateurs qui venaient de commencer qui préoccupaient les unionistes ». Sagasta présenta sa démission au roi le 22 mai.

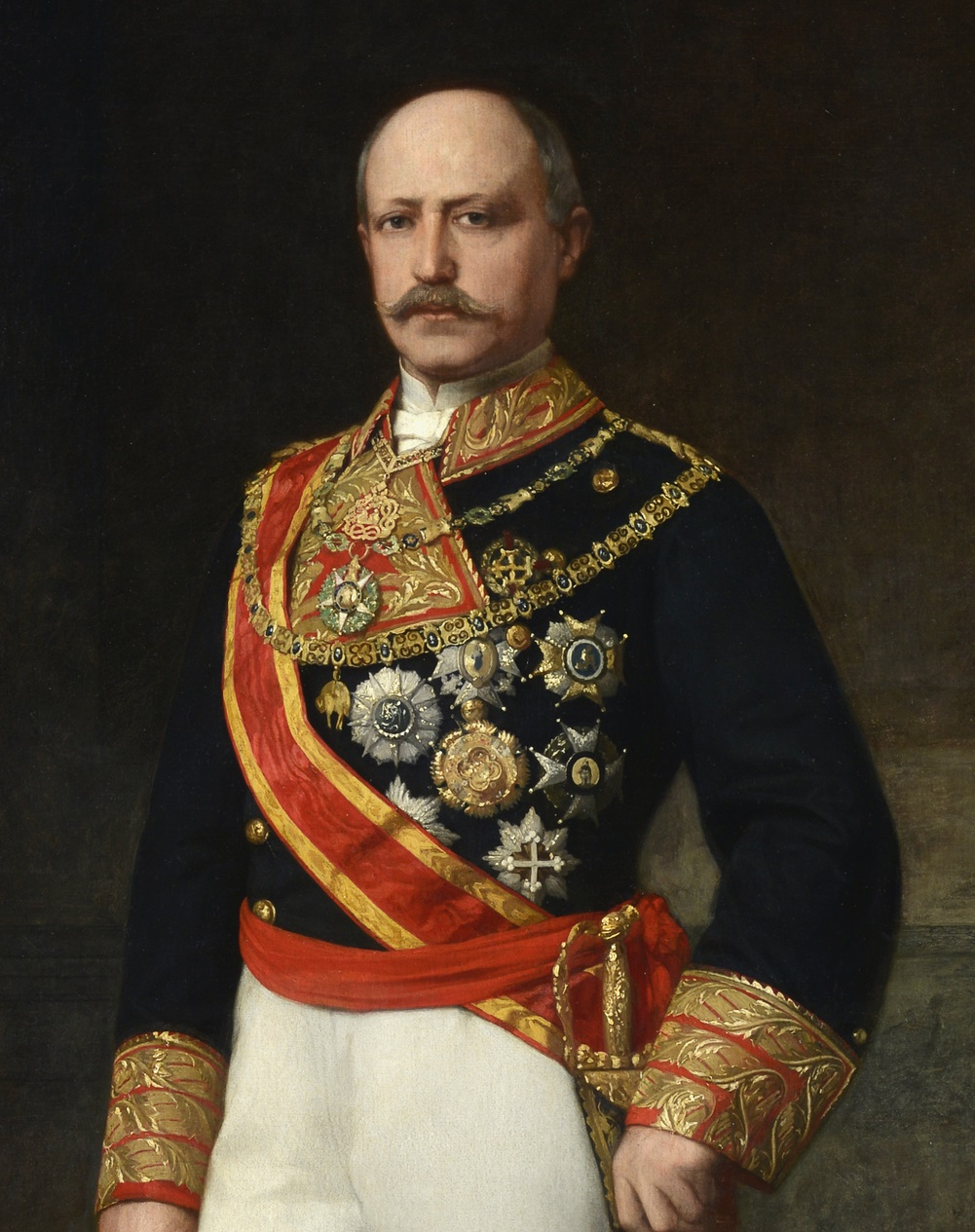
Le général Serrano.

Quatre jours plus tard Amédée Ier nomma le général Serrano, alors à la tête de l’armée du Nord qui combattait les carlistes, nouveau président du Conseil des ministres. Le roi pensa que Serrano pourrait gouverner car son parti avait toujours la majorité aux Cortès. De fait, le gouvernement qu’il forma incluait trois anciens progressistes et cinq anciens unionistes, l’un d’entre eux de la faction dirigée par Antonio Cánovas del Castillo, qui avait reconnu Amédée Ier mais était alphonsin.
En l’absence de Serrano, qui n’était pas encore rentré du front carliste, la présentation du nouveau gouvernement au Congrès le 27 mai 1872 fut confiée au président intérim, l’amiral Topete. Ruiz Zorrilla créa la surprise en annonçant une opposition loyale, légale et respectueuse du nouveau gouvernement, et en déclarant qu’il souhaitait que la législature aille à son terme, ce qui signifiait un changement complet de posture, avec une acceptation des règles de la monarchie constitutionnelle, ce qui entraîna immédiatement la constestation d’une bonne part des membres de son parti, menés par Cristino Martos, qui n’étaient pas prêts à attendre deux ou trois ans pour accéder au pouvoir, ni collaborer de la sorte avec la « réaction ». Face au manque de soutien de sa position par majorité de son parti, Ruiz Zorrilla renonça à son siège de député le 31 mai un jour après s’être entretenu au palais avec le roi à l’occasion de l’anniversaire de ce dernier, et se retira à sa propriété de Soria alléguant qu’il manquait de l’énergie suffisante pour rester en politique. Selon Jorge Vilches, ce choix répond à un refus d’assister impuissant à la dérive antidynastique et insurrectionnelle qu’allait selon toute vraisemblance suivre le progressisme démocratique, et de se sentir complice d’une nouvelle guerre civile. La presse favorable au parti radical fit porter au couple couple royal la responsabilité du départ de Ruiz Zorrilla.
Cependant, la signature de la convention d'Amorebieta (es) faillit provoquer la chute du gouvernement Serrano, car initialement tous les ministres se manifestèrent contre ce dernier, particulièrement son 4e point, qu’ils considérait comme « dépressif pour la dignité de notre armée » — d’importants généraux avaient protesté devant le ministre de la Guerre — et pour « le Gouvernement qui le sanctionnerait ». Néanmoins, le soutien du roi à Serrano mit un terme à la crise et la convention fut ratifiée non seulement par le gouvernement mais aussi par le Parlement, où seuls les républicains votèrent contre, les radicaux choisissant de s’abstenir. Le 4 juin Serrano prêta serment comme nouveau président de l’exécutif.
Malgré cette investiture, les radicaux — à présent dirigés par Martos après le retrait de Ruiz Zorrilla — et les républicains questionnèrent la légitimité du gouvernement Serrano — notamment l’inclusion d’un ministre alphonsin —. Les presses radicale et républicaine firent usage d’un langage pré-révolutionnaires et adressèrent des critiques non seulement au gouvernement conservateur mais aussi au couple royal — un article d’El Imparcial du 10 juillet et intitulé La loca del Vaticano (« La folle du Vatican ») faisait implicitement allusion à la reine —.
Le 6 juin, deux jours seulement après le serment de Serrano, les radicaux convoquèrent la Milice nationale — les Volontaires de la liberté (es) — sur la Plaza Mayor de Madrid afin qu’elle se manifeste contre le gouvernement. Celui-ci ordonna alors l’encasernement des groupes et de la Garde civile, et demanda au roi le 11 juin la signature du décret de suspension des garanties constitutionnelles — mesure qui avait été approuvée par les Cortès — pour tenter de stopper l’insurrection républicaine apparemment imminente, à laquelle allaient se joindre les radicaux — après le départ de Ruiz Zorrilla, ceux-ci avaient convoqué une assemblée pour le 16 juin sous le slogan « la révolution de Septembre et la liberté de la patrie », omettant pour la première fois de mentionner la dynastie —. Amédée Ier, craignant que les radicaux passent définitivement au camp anti-dynastique et que puisse éclater une grave guerre civile, refusa de signer le décret, entraînant la démission de Serrano. Ce même jour, le 12 juin 1872, les bataillons de la Milice nationale se rassemblèrent sur la Plaza Mayor mais se dissolurent en apprenant la démission du gouvernement. Serrano, qui n’avaient pas passé vingt jours au pouvoir, se retira dans sa propriété d’Arjona (province de Jaén) et refusa de se présenter aux nouvelles élections où il aurait pu constituer l’alternative aux radicaux au gouvernement. Il déclara alors à un diplomate français, en faisant référence au voir : « Il faut se défaire de cette imbécile ».

Comme l'a souligné Jorge Vilches, après la démission de Serrano : 

« la solitude du roi était pratiquement complète, dans un pays avec de grandes opposition anti-dynastiques, des partis constitutionnels faibles, étant donné que le conservateur s’était formé parce qu’il les y avait obligés et le radical montrait une loyauté proportionnelle à sa proximité du pouvoir. Il disposait de plus des leaders politiques qui manquaient de la capacité de réunir les volontés et de conduire des efforts, et un peuple qui ne l’appréciait pas. Le 12 juin 1872, le bilan était : son principal mentor, Prim, mort, Ruiz Zorrilla, retiré, et le dernier, Sagasta, près de l’être. Le Parti radical, d’une part, se trouvait entre le dynastisme conjoncturel et la république. Le Parti conservateur se sentait éconduit, et se sentirait encore plus humilié, car un gouvernement radical ne pourrait pas exister avec des Chambres contraires. Enfin, on vivait deux guerres civiles, la carliste et la cubaine, et une autre qui menaçait, la républicaine. Plus encore, un mois plus tard, les rois furent victimes d’un attentat qui prétendit mettre fin à leurs vies tandis qu’ils se promenaient dans rue de l’Arenal (es) de Madrid. »

Lorsque les constitutionnels apprirent que le roi avait nommé Ruiz Zorrilla comme nouveau président du Conseil des ministres que la suspension des Cortès avait été décrétée à partir du 14 juin, ce qui annonçait leur dissolution, ils réunirent leurs parlementaires dans une assemblée au cours de laquelle Francisco Romero Robledo dénonça un « coup d'État inouï et éhonté » et conclurent un accord pour demander au roi de ne pas accepter la condition posée par Ruiz Zorrilla pour accepter la présidence — la dissolution des Cortès et la convocation de nouvelles élections —, car en plus d’être anti-constitutionnelle — les 4 mois requis depuis les élections précédentes ne s’étaient pas écoulés — cela aggraverait l’instabilité du régime qui en un an et demi avait connu trois élections générales, des élections municipales, deux dissolutions anticipées, deux autres suspensions de sessions, de nombreuses crises partielles et six gouvernements, en échange de quoi ils s’engagèrent à soutenir le nouveau gouvernement.

### Second gouvernement de Ruiz Zorrilla: échec des radicaux

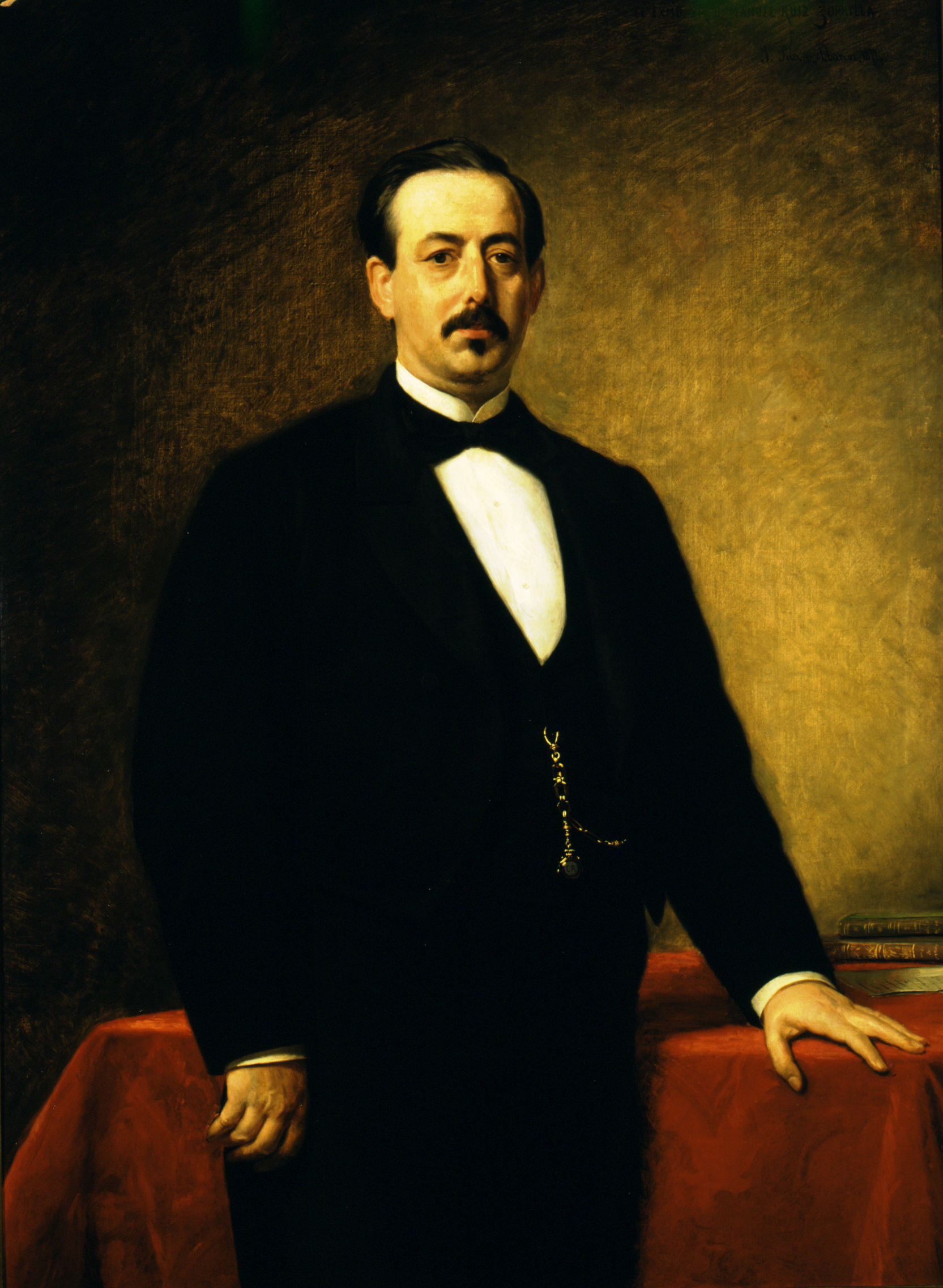
Manuel Ruiz Zorrilla.

Après la démission de Serrano, le roi confia la formation d’un nouveau gouvernement au général Fernando Fernández de Córdoba dans l’attente d’un retour de Ruiz Zorrilla, et les critiques contre le couple royal dans la presse radicale cessèrent. Trois-cents radicaux menés par Nicolás María Rivero se rendirent à la propriété La Tablada de Ruiz pour le convaincre de rentrer à Madrid afin d’assumer le gouvernement, et plusieurs milliers l’accueillirent lors de son arrivée à la capitale. Il posa comme condition de son acceptation la dissolution des Cortès et la convocation de nouvelles élections, tout en sachant que c’était anti-constitutionnel — de fait cela constitue une sorte de coup d'État mené sous la menace d’une insurrection des radicaux —. Le roi accepta le « chantage », si bien qu’il ne fut plus désormais perçu comme « roi de tous les Espagnols, arbitre des institutions et des partis » mais un monarche lié à un parti particulier, en l’occurrence le radical.
Ruiz Zorrilla forma son gouvernement le 13 juin, dans lequel il assuma lui-même le portefeuille de l’Intérieur, avec deux anciens démocrates — Martos à l’État et Echegaray à l’Équipement — et quatre anciens progressistes — Eduardo Gasset y Artime à l’Outre-mer, Servando Ruiz Gómez au Budget, Eugenio Montero Ríos à la Grâce et Justice et Beránger à la Marine —, ainsi que Fernández de Córdoba à la Guerre. On promit à Nicolás María Rivero la future présidence du Congrès renouvelé. Par la suite, « on procéda à l’habituel changement de fonctionnaires publics, destituant 40 000 d’entre eux pour en installer autant d’autres fidèles ».

#### Attentat contre le couple royal du 18 juillet et rejet de la Couronne

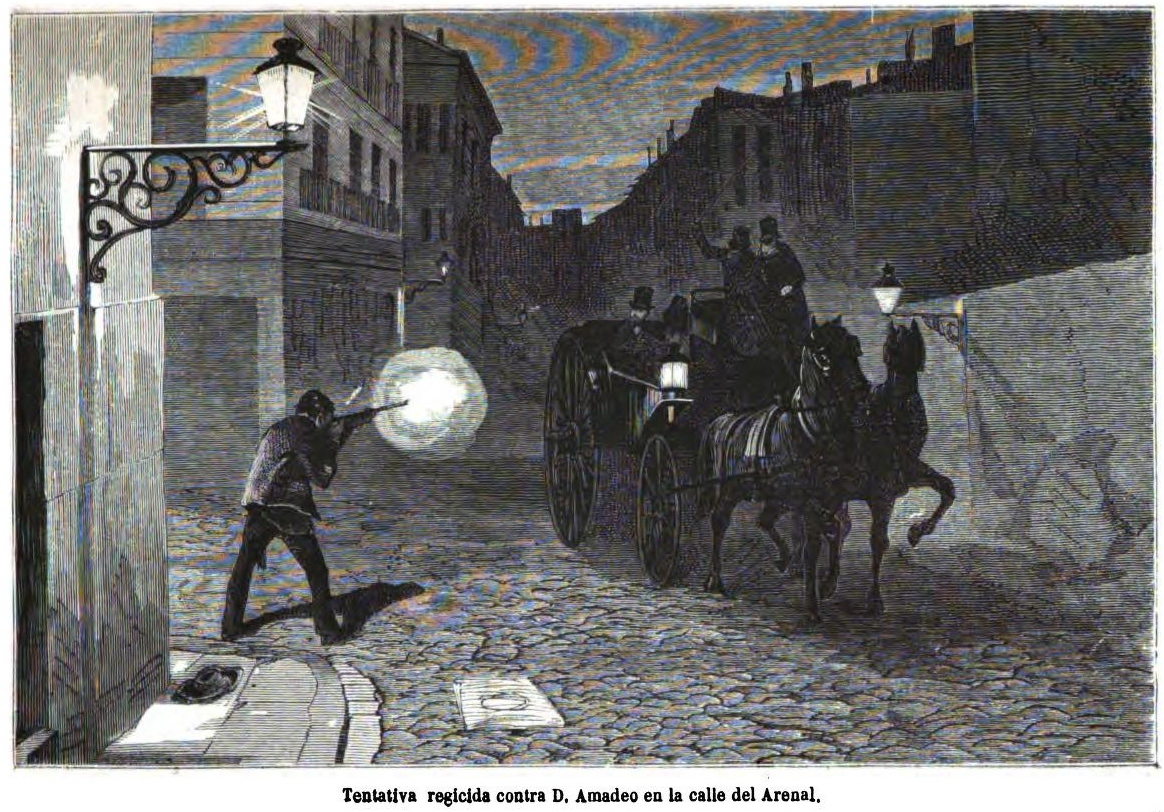
Tentative régicide contre Amadée Ier dans la calle del Arenal (Historia de la interinidad y guerra civil de España desde 1868, Vol. 2).

La sensation d’isolement du roi, qui ne bénéficiait plus que de l’appui des radicaux de Ruiz Zorrilla, se vit encore accentuée par l’attentat dont il fut victime avec son épouse le 18 juillet dans la calle del Arenal (es) de Madrid, qui l'impressionna grandement, bien qu’il en sortît indemne. « Le hasard fit qu’un ami de Topete apprit qu’Amédée allait être assassiné le 18 juillet, si bien qu’il en informa Martos et celui-ci le fit savoir au roi et à Pedro Mata, gouverneur civil de Madrid. Le monarque refusa de changer le parcours de sa promenade en dépit des indications de la reine Victoria, si bien que Mata plaça des agents sur tout le trajet, qui attendirent que les régicides tirent pour les arrêter. L’attitude du gouvernement pour l’empêcher fut durement critiquée […]. Les auteurs de l’attentat, des [républicains] fédéraux de Madrid, furent défendus au procès par l’avocat Francisco Pi y Margall. Celle-ci ne constitua pas la seule vexation populaires des rois, car leur voiture fut arrêtée et secouée dans la rue d’Alcalá par une manifestation de vendeurs ambulants. Dans une autre occasion, on leur lança de la boue alors qu’ils se promenaient dans Cedaceros. Un jour, près du Retiro, un homme s’approcha du monarque et l’insulta directement et gravement. Une autre personne s’introduisit armée à l’intérieur de l’enceinte royale. Et on leur jeta même une pierre dans une manifestation républicaine près du palais royal. Ceci sans compter les insultes qui vinrent du côté de l’aristocratie, comme la fameuse anecdote des mantilles, les affronts dans les loges des théâtres, où se présentait de façon ridicule le roi […]. Les rois n’eurent pas un séjour agréable en Espagne ».

#### Les élections d’août 1872 et leurs conséquences
Aux élections générales d'août 1872, les radicaux présentèrent un programme de réformes ambitieux incluant notamment le jury, l’abolition des quintas — service militaire obligatoire — et des matrículas de mar — équivalent dans la Marine —, la séparation de l'Église et de l'État, un effort dans l’éducation publique, le renforcement de la Milice nationale. Avec ce programme, les radicaux étaient décidés à honorer les promesses faites aux classes populaires lors de la révolution de 1868, et ainsi à y mettre un point final.

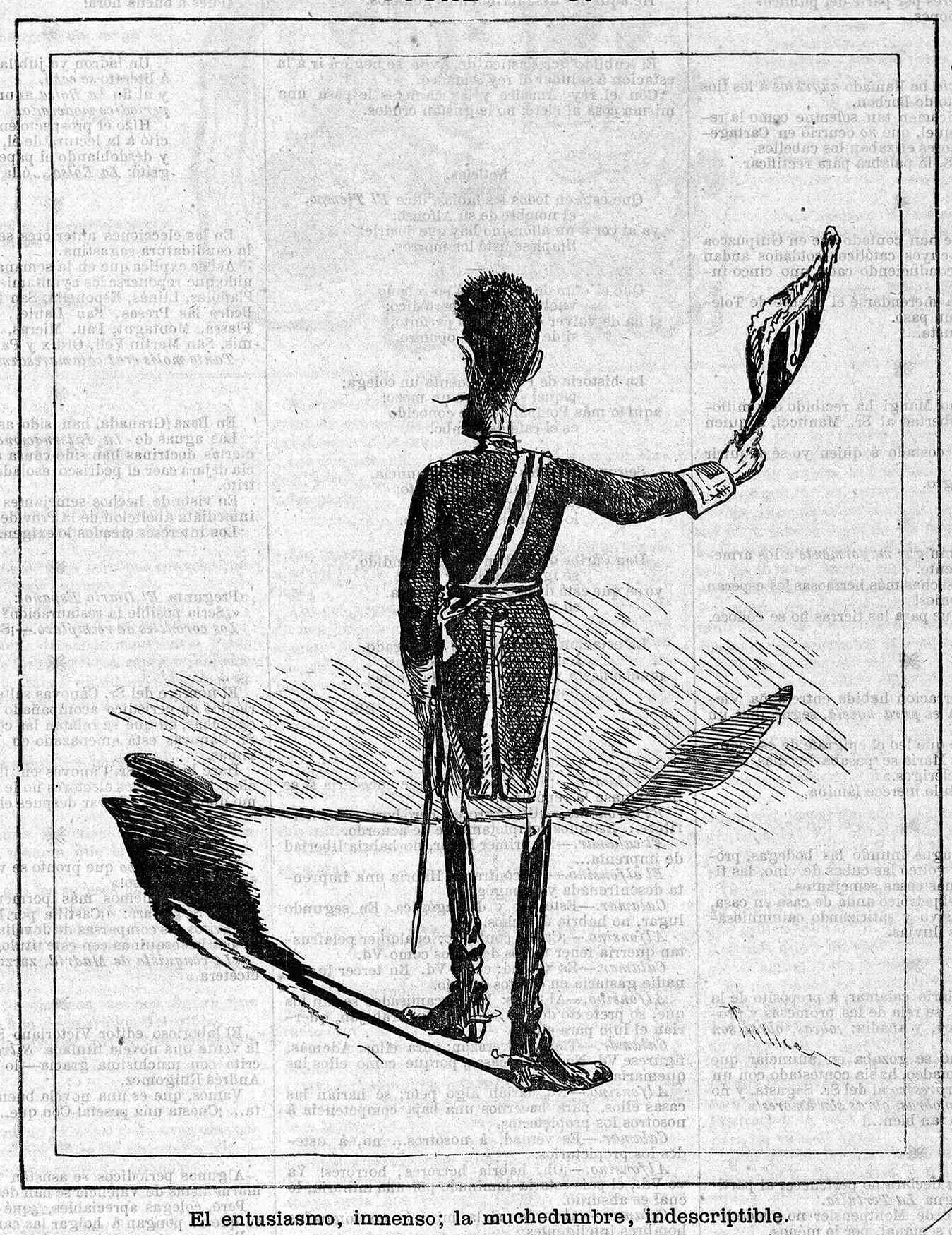
El entusiasmo, inmenso; la muchedumbre, indescriptible (L’enthousiasme, immense ; la foule, indescriptible), caricature d’Amédée Ier par Pellicer publiée dans la revue Gil Blas le 4 août 1872.

La convocation des élections ouvrit un débat difficile au sein du Parti constitutionnel entre les partisans d’une participation au scrutin, qui savaient malgré tout qu'à cause de l’« influence » du gouvernement leur défaite était assurée, et les partisans du retrait à cause de l’inconstitutionnalité de celui-ci — et qui appelaient Amédée Ier « le roi captif » des radicaux —. Finalement, le comité du parti opta le 5 juillet pour la participation, car l’absence des constitutionnels rendrait plus facile la proclamation de la République dans le cas où les démocrates de Martos et de Rivero abandonneraient Ruiz Zorrilla et s’uniraient aux fédéralistes. Néanmoins, la résolution fut accueillie avec peu d’enthousiasme par les comités locaux, si bien que, sûrs de leur défaite, les constitutionnels présentèrent très peu de candidats — aucun dans près d’une province sur deux —. Selon Ángel Bahamonde, le retrait fut « une dangereuse attitude qui mettait en question non pas seulement les élections elles-mêmes, mais le système dans son ensemble ». De plus, le leader du Parti constitutionnel lui-même, le général Serrano, ne se présenta pas non plus, si bien qu’il ne pourrait succéder à Ruiz Zorrilla selon les pratiques parlementaires. Selon Jorge Vilches, « la responsabilité endossée par Serrano relative à la viabilité de la dynastie Savoir fut grande, étant donné qu’il était le chef déclaré de l’autre parti dynastique appelé, en théorie, à alterner avec le [parti] radical. La signification de cet abandon ne pouvait être autre que celui de donner l’expérience pour achevée ». Topete, Sagasta et Ríos Rosas prirent acte de cette défection, mais il continuaient de croire dans le projet de la « monarchie démocratique » amadéiste et à considérer Serrano comme président du parti.
Grâce à l’« influence morale du gouvernement », les élections du 24 août donnèrent la victoire aux candidats du Parti radical — 274 députés, face à 77 républicains, 14 constitutionnalistes et 9 modérés —, bien que plus de la moitié des électeurs se soient abstenus, à cause du retrait du Parti constitutionnel, de la campagne abstentionniste des carlistes et d’une partie des républicains (avec l’argument que les élections étaient arrangées puisque c’était toujours le gouvernement au pouvoir qui les remportait) et plus généralement d’un désintérêt général (étant donné le manque de culture politique dans une population majoritairement analphabète),. Il y eut un accord tacite entre les radicaux et les républicains « bienveillants », facilité par le ministre Cristino Martos, pour que ces derniers ne présentent pas de candidat en cas de présence d’un radical et réciproquement.
Selon Jorge Vilches, « les répercussions du résultat sur la crédibilité de la révolution pour les classes moyennes et conservatrices furent très négatives, étant donné que le régime tournait brusquement à gauche après une série d’illégalités commises par le gouvernement et ratifiées par Amédée Ier, et qu’on annulait le Parti constitutionnel comme alternative dynastique au radical et porte-parole ou défenseur de ses intérêts ». Dóù le fait que l’on commença à considérer Amédée Ier comme le roi d’un parti, le radical, et que grandit l’idée d’une Restauration des Bourbon dans la figure du prince Alphonse, qui n’était pas entaché des erreurs de sa mère la reine Isabelle II.
L’alternative alphonsine connaissait de plus un nouvel essor depuis qu’en avril 1872 son oncle le duc de Montpensier, sur demande de l’ancienne régente Marie-Christine de Bourbon, l’avait reconnu comme héritier de la dynastique « légitime » et l’avait présenté dans une lettre rendue publique le 20 juin comme un roi qui ne reviendrait pas à des lois et institutions « qui avaient déjà expiré » et qui recueillerait ce que les « crises et révolutions passées auront créé de fécond, d’utile et de bon ». Les modérés alphonsins les plus libéraux, qui pensaient que le retour à la Constitution de 1845 n’était plus possible, s’ouvrirent également aux anciens unionistes menés par Antonio Cánovas del Castillo, qui était resté hors des Cortès à cause de la pression gouvernementale sur les deux districts où il s’était présenté et qui considérait que la « monarchie démocratique » d’Amédée était un échec car elle n’avait su concilier ordre et liberté.

#### Projet d’abolition de l’esclavage à Porto Rico
Le 15 septembre 1872, le gouvernement Ruiz Zorrilla présenta son programme de réforme annoncé aux Cortès, dont il ne parvint néanmoins à mettre en application qu’une seule loi sur la justice criminelle, en dépit de la large majorité dont il jouissait au Congrès.
L’une de ses principales réformes envisagées, l’abolition de l'esclavage dans les colonies des Antilles, créat des tensions en son sein car le ministre d’Outre-mer, Eduardo Gasset y Artime, était partisan de maintenir l’accord conclu par les Cortès constituantes de 1869 de n’introduire aucune réforme à Cuba jusqu’à la fin de l’insurrection, comme la loi Moret — nommée d’après Segismundo Moret — qui abolissait graduellement l'esclavage à Porto Rico. Lorsque le gouvernement envisagea l’abolition immédiate de l’esclavage dans ce dernier territoire, accompagnée de l'application du régime provincial à l’île et de la séparation des autorités politique et militaire, Gasset y Artime démissionna — accompagné du ministre du Budget Rui Gómez, par solidarité avec lui — et fut remplacé par Tomás María Mosquera, qui présenta le projet le 24 décembre 1872, faisant coïncider « la célébration de la naissance de Jésus-Christ, le sauveur des opprimés, avec l’exposition de la libération des esclaves ». Ce projet bénéficia de l’appui parlementaire des républicains et de celui de la Société abolitionniste espagnole (es). Sous la pression du Centro Hispano Ultramarino, qui réunissait les commerçants et hommes d’affaires avec des intérêts dans les plantations sucrières des Antilles et le trafic d’esclaves, le gouvernement n’étendit pas à Cuba son projet d’abolition immédiate. D’autre part, le prétendant carliste Charles de Bourbon en vint à offrir l’envoi à Cuba de ceux qui combattaient pour lui en Catalogne et en Navarre pour défendre « l’intégrité de la patrie ».
Les conservateurs considérèrent que ces changements mettaient en danger les intérêts espagnols à Porto Rico, car libérer de façon immédiate les 30 000 esclaves des plantations — en dépit du fait que les propriétaires seraient indemnisés et que les esclaves auraient plusieurs années durant la condition d’affranchis — supposerait la déstabilisation de l’île, la concession du régime provincial rendrait les municipalités capables d’organiser leur force armée et de s’opposer à la politique gouvernement comme cela survenait déjà dans la métropole et, enfin, la division du commandement civil et militaire affaiblirait l’autorité de l’État pour réprimer les indépendantistes. De plus, ces mesures dans leur ensemble aurait un effet négatif sur Cuba en encourageant les insurgés. Au contraire, les radicaux pensaient que ces démonstrations de bonne volonté de la part du gouvernement pourrait pousser les indépendantistes vers une paix, à travers laquelle ils pourraient bénéficier des améliorations auxquels ils aspiraient par la révolution.
Face à une situation dans laquelle le Parti constitutionnel ne comptait que 14 députés, l’opposition aux réformes à Porto Rico fut assumée par les Centros hispano ultramarinos, apparus fin 1871 comme groupes de pression cherchant à s’opposer à l’abolition immédiate de l’esclavage dans les colonies antillaises et à tout autre changement susceptible de porter préjudice à leurs membres. Avec le slogan « Cuba espagnole », ils firent pression sur le roi pour qu’il ne signe pas les décrets présentés par le gouvernement sur des réformes du régime colonial. Fin 1872, le Parti constitutionnel, sous l’impulsion de Serrano — qui revint à la vie politique pour cette cause — et Adelardo López de Ayala rejoignirent les centres, ainsi que le Cercle modéré du comte de Toreno et de Manuel García Barzanallana, le Cercle de l’Union libérale — auquel appartenait Cánovas — et la grandeur d'Espagne menée par le duc d'Alba. Lorsque le gouvernement présenta son projet le 24 décembre, les centres formèrent une Ligue nationale qui présenta un manifeste à la nation écrit par López de Ayala dans lequel ils demandaient la paralysation de réfirmes. « La Ligue nationale ne souhaitait pas la déstabilisation du régime ou le changement de dynastie […]. Le remplacement du gouvernement de Ruiz Zorrilla par un autre conservateur incluant Augusto Ulloa, Ríos Rosas, Sagasta, Topete ou Serrano, leur aurait garanti la satisfaction de leurs demandes sans sortir de la Constitution, puisque ceux-ci auraient paralysé le processus de réformes ».

#### Réformes paralysées et division des radicaux
Comme avec les gouvernements antérieurs, la guerre carliste et celle de Cuba empêchèrent Ruiz Zorrilla de tenir sa promesse d’abolir les quintas, si bien que l’annonce d’un nouveau recrutement militaire donna lieu à des algarades dans plusieurs villes et encouragea les républicains fédéraux « intransigeants » à continuer à défendre dans la voie de l’insurrection. Le soulèvement républicain le plus grave eut lieu le 11 octobre 1872 à Ferrol et échoua car il ne trouva pas d’appui dans la ville et que, contrairement aux attentes des insurgés, il ne fut secondé en aucun autre lieu. De plus, la direction du Parti républicain fédéral. dominée par les « bienveillants ». condamna l’insurrection car, comme le dit Francisco Pi y Margall aux Cortès le 15 octobre, l’insurrection était un « véritable délit » lorsque « nos libertés individuelles sont pleinement assurées ». La condamnation aggrava les tensions dont souffrait déjà le parti, entre les partisans de la « voie légale », comme Pi, et les défenseurs de la « voie insurrectionnelle », à tel point que seule la proclamation de la République quatre mois plus tard évita que se produisît un nouveau soulèvement.
La recrudescence du conflit carliste à partir de décembre 1872, qui entraîna un nouveau report de l’abolition des quintas — recrutements obligatoires —, et par suite le rejet des républicains, si bien que des milices anti-gouvernementales en vinrent à se former en Andalousie, bien moins menaçantes que les carlistes toutefois.
Face à cette situation difficile, le gouvernement Ruiz Zorrilla tenta de rétablir les relations avec le Parti constitutionnel en proposant que Sagasta ne fût pas jugé par le Sénat — comme le prévoyaient les règlements de Cortès — mais par les tribunaux ordinaires pour le scandale des deux millions de réaux — ce qui avait causé sa chute du gouvernement —, mais il rencontra la rébellion des députés d’origine démocrate menés par le président du Congrès Nicolás María Rivero et deux de ses ministres, Martos y Echegaray, qui s’unirent aux républicains pour rejeter la proposition. Cette division du parti qui appuyait le gouvernement encouragea les républicains « bienveillants » à poursuivre leur stratégie d’attirer dans leur camp les anciens démocrates cimbrios afin d’obtenir une majorité parlementaire et mettre fin à la Monarchie en proclamant la République.

## Abdication d’Amadée Ieret proclamation de la République

### Conflit entre le roi et les radicaux
Le 29 janvier 1873, les radicaux les plus extrêmistes prirent comme prétexte un supposé affront du roi au Parlement — après avoir reporté d’un jour le baptême de l’héritier du trône qui venait de naître car l’accouchement avait été difficile, tandis que le gouvernement et les présidents des Chambres, en tenue de gala pour l’occasion, attendaient dans une antichambre du palais — et la rumeur selon laquelle le roi prétendait destituer le gouvernement et le remplacer par un autre du Parti constitutionnel — on savait que le roi s’était entretenu avec le général Serrano au palais pour qu’il assiste au baptême du prince, bien qu’il ait, après consultation du comité directeur de son parti, décliné l’invitation en alléguant des problèmes de santé pour ne pas donner à entendre que son opposition au gouvernement radical s'affaiblisssait —, et proposèrent aux Cortès de se déclarer en session permanente, en Convention, ce que seule l’arrivée rapide du gouvernement parvint à empêcher. Toutefois, la Chambre déclara simplement être informée de la naissance de l’infant et cela ne donna lieu à aucun type de célébration ou de discours. Le roi communiqua à Ruiz Zorrilla son mécontentement face à l’attitude des Cortès, qu’il n’était pas « disposé à souffrir d’imposition de personne » et qu’il se trouvait « prêt à procéder selon ce que conseilleraient les circonstances ». Dans une lettre à son père de début février, Amédée écrivit qu’il envisageait d’abdiquer car : « J’ai vu que mon ministre, au lieu de travailler à la consolidation de la dynastie, travaillait, en accord avec les républicains, pour sa chute ».
Le conflit qui provoqua finalement la chute du monarque, apparut avec le gouvernement et les Cortès. Lors de ce même mois de janvier 1873, les officiers de l’arme d’artillerie avaient défié le gouvernement en le menaçant de démissionner si celui-ci maintenait le général Hidalgo comme capitaine général des provinces basques, qu’ils accusaient d’avoir collaboré dans le soulèvement avorté de la caserne de San Gil en juin 1866. Le gouvernement réagit en renforçant la suprématie du pouvoir civil sur l’armée en maintenant Hidalgo et en réorganisant l’arme, si bien que les officiers, tenant leur promesse, démissionnèrent en bloc.
Le 6 février, une délégation des artilleurs démissionnaires s’entretint avec le roi pour demander son intervention dans son conflit avec le gouvernement et en s’offrant pour appuyer un coup de force qui dissoudrait le Parlement et le suspendrait un temps les garanties constitutionnelles jusqu’à une convocation élections permettant un renouvellement des Cortès, qui approuveraient davantage de prérogatives pour la Couronne. Le roi rejeta la proposition d’un coup militaire mais promit de s’opposer à la réorganisation de l’arme d’artillerie que préparait le gouvernement. Lorsque le roi apprit le même jour dans la presse que le gouvernement pensait nommer Hidalgo capitaine général de Catalogne, il fit appeler Ruiz Zorrilla au palais. Le président lui assura que ce qu’affirmait la presse était faux mais la nomination se trouva confirmée le lendemain, si bien que le roi constata que Zorrilla lui avait menti. Il tenta d’obtenir une marche arrière d gouvernement et appela Ruiz Zorrilla le 7 février une première fois le matin, puis encore l'après-midi lorsqu’il apprit que la question de la réorganisation de l’arme d’artillerie allait être traitée au Congrès, lui conseillant de ne pas le faire et de gagner du temps en refusant les démissions des officiers en raison de la guerre carliste. Selon le roi, Ruiz Zorrilla se montra d’accord, mais les Cortès approuvèrent les renoncements des officiers, leur remplacement par les sergents et la réorganisation de l’arme. Le lendemain, le 8 février, le Sénat ratifiait le vote du Congrès, bien que le modéré Calderón Collantes avertît le gouvernement que les mesures approuvées étaient une attaque à la prérogative royale, étant donné que l’opposition de la Couronne à celles-ci était connue. Le roi se sentit de nouveau personnellement trompé — de plus les officiers avaient été obligés à rendre les armes à Madrid aux sergents le matin même du 8, alors que le roi n’avait même pas signé le décret —. S’il était clair que les radicaux ne reconnaissaient au roi de la monarchie parlementaire que la faculté de ratifier tout ce qui lui était présenté, leur attitude en l’occurrence manifestait un clair mépris à l’encontre de la personne qui incarnait l’institution.
La seule alternative restant à Amédée Ier était de nommer un gouvernement du Parti constitutionnel et de dissoudre les Cortès mais, comme il l’écrivit dans une lettre à son père, « pour dissoudre la Chambre il était nécessaire de recourir à la force », ce qui pouvait conduire à une guerre civile — le roi pouvait compter sur les principaux généraux conservateurs, Topete, Serrano et Malcampo, mais la garnison de la capitale était dans les mains de militaires proches du Parti radical —. De fait, ce même 7 février, l’amiral Topete s’entretint avec le roi au palais et lui offrit le soutien de son parti et des généraux unionistes, les plus prestigieux au sein de l’Armée. Le lendemain, samedi 8 février, Topete se rendit de nouveau au palais et indiqua au roi qu’il ne souhaitait pas que pour lui du sang soit versé et qu’il allait signer le décret de réorganisation du corps d'artillerie.
Ainsi, Amédée Ier abandonna l’option du coup de force et lorsque le conseil des ministres présidé par lui se réunit le samedi 8 février il signa les décrets sur les artilleurs déjà ratifiés par les Cortès, bien qu’il fît remarquer que cette question était de la compétence du pouvoir exécutif, que détenait le roi selon la Constitution, et non du législatif. « Le roi retint Ruiz Zorrilla après la Conseil des ministres pour lui dire qu’il l’avait déçu car l'ayant cru loyal à la dynastie et à ce qu’elle signifiait, il avait été aveuglé par l’esprit de parti » et par la suite il lui exposa l'idée de former, par patriotisme, un gouvernement de conciliation de tous les partis qui avaient voté pour lui en novembre 1870. Dans le cas contraire, il ne lui restait d'autre option que celle d’abdiquer.
Ruiz Zorrilla réunit son gouvernement à trois occasions pour étudier la proposition du roi de former un gouvernement de conciliation avec les constitutionnels de Serrano et Sagasta, sachant que c’était la continuité du règne d’Amédée Ier qui était en jeu, mais la proposition fut rejetée. Lorsque cela fut connu le dimanche 9 février, le Parti constitutionnel parvint à un accord pour se proposer de nouveau au roi pour ce dont il aurait besoin, et fit parvenir un télégramme au général Serrano qui se trouvait à Jaén pour qu’il rentre immédiatement à Madrid. Le lendemain, lundi 10 février, Serrano arriva à la capitale et informa le roi qu’il était prêt à former un gouvernement et à défendre la dynastie, mais ce même jour un numéro spécial du journal de plus grand tirage, La Correspondencia de España, diffusa la nouvelle qu’Amédée avait renoncé au trône.

### Abdication
Le roi se vit contraint à signer le décret de réorganisation de l’arme d'artillerie, qui fut publié le 9 février, et le lendemain il renonça à la Couronne. Il envoya aux Cortès dans lequel, revenant sur les « deux longues années » à la tête de la Couronne, il déplorait de voir que « ceux qui avec l'épée, avec la plume, avec le mot, aggravent et perpétuent les maux de la Nation sont des Espagnols »

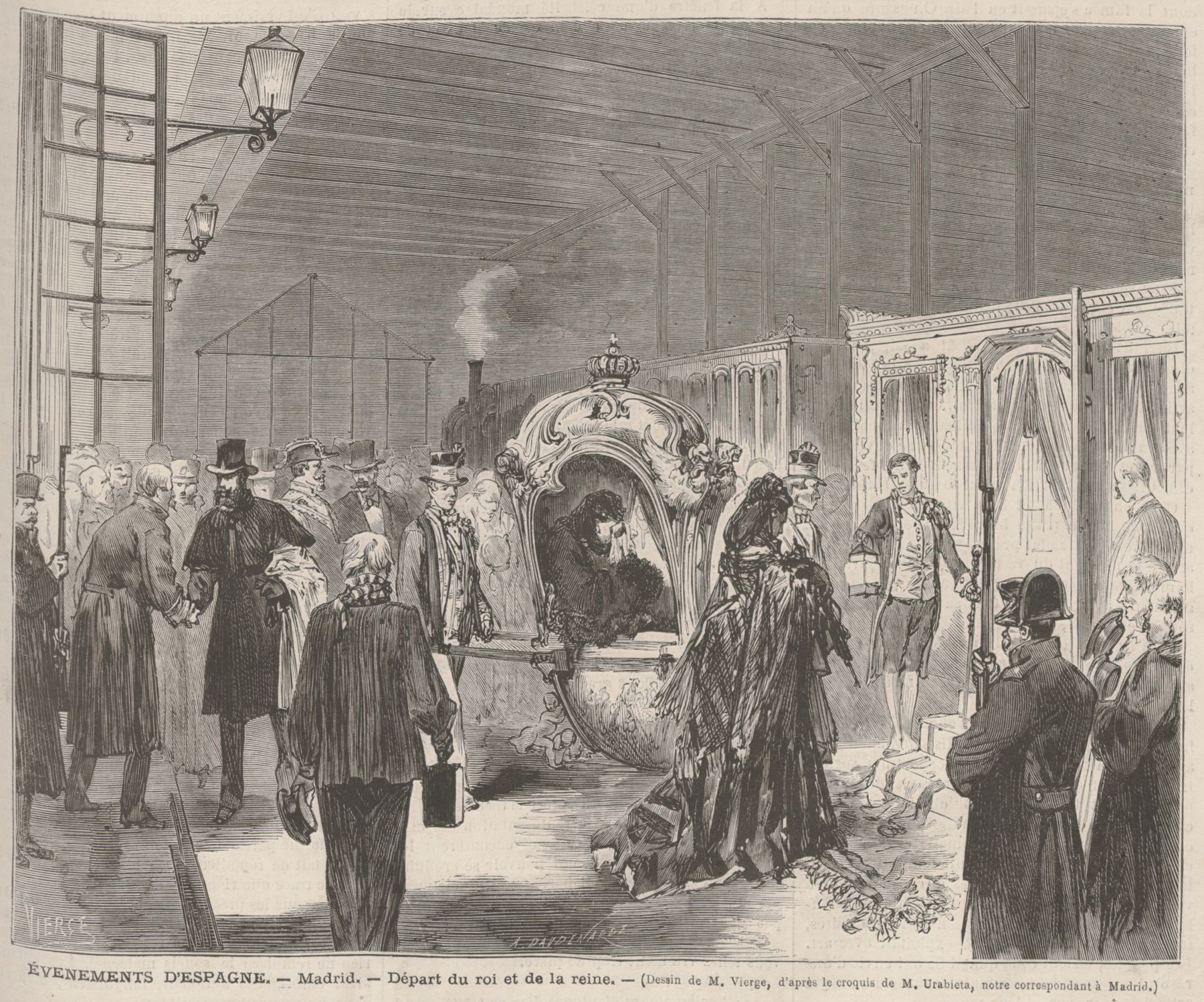
Départ d’Amédée et de Maria Vittoria dal Pozzo du pays, dessin de Daniel Urrabieta Vierge publié dans Le Monde Illustré le 22 février 1873.

L’un des rares révolutionnaires de 1868 qui accoururent pour prendre congé des rois après leur renoncement à la Couronne fut l'amiral Topete, qui avait défendu la candidature de Montpensier mais qui était devenu un serviteur loyal d'Amédée Ier après qu’il fut élu par les Cortès. Selon Jorge Vilches, « Topete était un homme d’une honnêteté irréprochable que même les républicains n’attaquaient pas ».
Selon Jorge Vilches, la principale responsabilité dans la chute de la monarchie d’Amédée Ier retombait sur les radicaux de Ruiz Zorrilla car « ils avaient déformé la figure de la Couronne dans la monarchie constitutionnelle qu'ils avaient construites. Ils l’avaient transformée en simple pouvoir santionnateur. Ils avaient rendu impossible la formation d’un système de partis dynastiques loyaux envers le régime et entre eux-mêmes, dans le gouvernement comme dans l’opposition. Ils avaient alimenté les ennemis du régime avec leurs alliances électorales et parlementaires et avec le questionnement de la légitimité gouvernementale conservatrice. Ils avaient expulsé les constitutionnels des institutions, transformant la résolution de purs affrontements programmatiques en situations de changement de régime ». Sagasta, Serrano et leurs suiveurs respectifs avaient également leur part de responsabilité, le premier car « il s’était trouvé renvoyé à l’heure de la formation du Parti conservateur » et le second car lui et ses partisans « avaient immédiatement considéré l'expérience amadéiste comme un échec, et n'avaient pas soutenu le monarque lorsqu'il les invita au palais, mais en le méprisant car leur assistance pouvait être considérée comme un soutien au gouvernement de Ruiz Zorrilla ». En somme, « la situation des partis, des hommes de la révolution, fut celle qui conduisit à ce que, sans soutien ni de sortie pacifique légale, Amédée renonçât ».

### Proclamation de la République
Lorsque le 10 février le journal La Correspondencia de España donna la nouvelle de l’abdication du roi, les fédéraux madrilènes se réunirent dans les rues en demandant la proclamation de la République. Le gouvernement se réunit. En son sein les opinions étaient divisées entre le président et les ministres d’idéologie progressiste, qui prétendaient se constituer en gouvernement provisoire pour organiser une consultation du pays sur la forme de gouvernement — posture également appuyée par le Parti constitutionnel, car ainsi la République ne serait pas proclamée immédiatement —, et les ministres démocrates menés par Cristino Martos et appuyés par le président du Congrès, Nicolás María Rivero, qui se montraient favorables à une réunion des deux chambres du Parlemement dans une Convention pour prendre le décision, ce qui aboutirait à la proclamation de la République étant donné leur composition — les républicains fédéraux et les radicaux démocrates étaient majoritaires sur l’ensemble du Parlement —.
La président Ruiz Zorrilla se rendit au Congrès pour demander aux députés de son propre parti, détenant la majorité dans la chambre, d’approuver la suspension des sessions pour au moins vingt-quatre heures, le temps suffisant pour rétablir l’ordre. Il demanda également que ne fût prise aucune décision jusqu’à ce que parvienne aux Cortès le document écrit de renonciation du monarque. Il prétendait ainsi gagner du temps mais fut désavoué par son propre ministre d’État, Cristino Martos, lorsque celui-ci dit à la chambre que dès que la renonciation formelle parviendrait au Parlement, le pouvoir serait détenu par ce dernier et que « ici il n'y aura pas de dynastie ni de monarchie possible, ici il n'y a pas d'autre chose possible que la République ». C’est ainsi que fut approuvée une motion du républicain Estanislao Figueras pour que les Cortès se déclarent en session permanente, malgré la tentative d’obstruction par les radicaux sous l’influence de Ruiz Zorrilla. Pendant ce temps, le palais des Cortès avait été encerclé par une foule qui exigeait la proclamation de la République, qui fut néanmoins dissoute par la milice nationale.

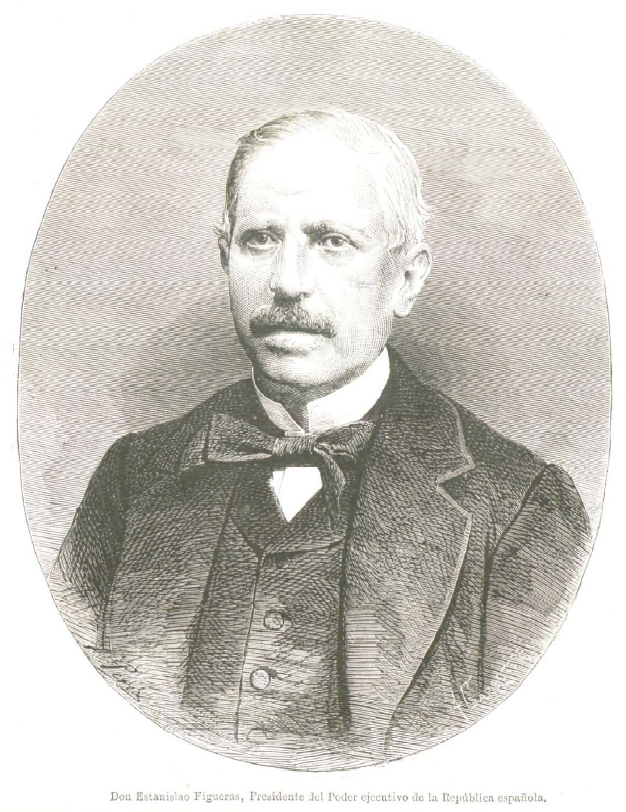
Estanislao Figueras, premier président du Pouvoir exécutif de la Première République espagnole.

Le lendemain, les chefs de district républicains menacérènt le congrès de lancer une insurrection si la République n'était pas proclamée avant 15 h. Les républicains de Barcelone envoyèrent un télégramme à leurs députés à Madrid en ce sens. Alors, les ministres démocrates menés par Martos, avec les présidents du Congrès et du Sénat, Rivero et Laureano Figuerola, décidèrent de réunir les deux chambres et de lire devant celles-ci la renonciation au trône d’Amédée Ier. Par la suite, en l’absence du président du gouvernement Ruiz Zorrilla, le ministre Martos annonça que le gouvernement rendait ses pouvoirs aux Cortès, celles-ci se constituant en convention et assumant tous les pouvoirs de l’État. Plusieurs députés républicains et radicaux présentèrent une motion pour que les deux chambres, constituées en Assemblée nationale, approuvent la République comme forme de gouvernement et élurent un exécutif responsable devant celle-là.
À 15 h le 11 février 1873, le Congrès et le Sénat constitués en Assemblée nationale proclamèrent la République par 258 voix contre 32, prévoyant de laisser à des Cortès constituantes l’organisation de la forme de gouvernement, la nomination directe par les Cortès d’un pouvoir exécutif, responsable devant elles et destituable par elles.
Après une pause de trois heures, l’Assemblée se réunit à nouveau et nomma comme président du pouvoir exécutif le républicain fédéral Estanislao Figueras, à la tête d’un gouvernement issu d’un pacte entre radicaux et républicains fédéraux formés de trois républicains — Emilio Castelar au portefeuille de l’État, Francisco Pi y Margall au Gouvernement et Nicolás Salmerón à la Grâce et Justice — et cinq radicaux — José Echegaray au Budget, Manuel Becerra y Bermúdez à l’Équipement, Francisco Salmerón à l’Outre-mer, le général Fernando Fernández de Córdoba à la Guerre et l’amiral José María Beránger à la Marine —. Cristino Martos fut élu président de l’Assemblée nationale (véritable incarnation du pouvoir dans une telle situation) autoproclamée par 222 votes pour, face aux 20 voix réunies par Nicolás María Rivero,.

## Bilan
Selon Jorge Vilches, la monarchie d’Amédée Ier échoua à cause de « la difficulté de combiner avec réalisme la monarchie constitutionnelle et la démocratie », étant donné que la Constitution de 1869 n’avait pas instauré une monarchie parlementaire mais que l’attribution de la « nomination du gouvernement à la Couronne et non au Parlement montre que l’on était encore dans une phase "pré-parlementaire" de l'histoire constitutionnelle », de sorte qu’« on avait instauré une démocratie, mais la responsabilité que l'on laissait retomber sur la Couronne était plus grande que dans le régime antérieur. La possibilité de remplir un tel rôle dépendait de ce que le système de partis fût centripète et coïncidant sur l'objectif supérieur de stabiliser le régime. Mais à la place on en construisit un polarisé sur des questions fondamentales, comme le caractère légiférable des droits ou la pacification de Cuba, l’identification partisane des institutions en arrivant à l’exclusivisme, à la rupture de l'équilibre entre les pouvoirs, à l'alliance avec les partis contraires au régime et, finalement, à la mise en pratique de l'accidentalité des formes de gouvernement ».